# Trictrac
Vous lisez un « bon article » labellisé en 2007.
Pour les articles homonymes, voir Trictrac (homonymie).
Le trictrac, plus rarement tric trac ou tric-trac, est un jeu de société de hasard raisonné pour deux joueurs qui se joue avec des dés sur un tablier semblable à celui du backgammon. Il appartient à la famille des jeux de tables.
Son intérêt ludique réside dans les multiples combinaisons, dans l’importance des prises de décisions et dans ses règles très abouties. Il demande une attention permanente de la part des joueurs que ce soit ou non à leur tour de jouer. Son vocabulaire, très riche et qui peut paraître désuet à ceux qui ne pratiquent pas le jeu, se retrouve fréquemment dans la littérature française.
Le but du jeu n’est pas de sortir ses dames le plus rapidement possible, contrairement au jacquet ou au backgammon, mais de marquer un maximum de points. Les parties se terminent le plus souvent avant que toutes les dames ne soient sorties.

## Historique du jeu

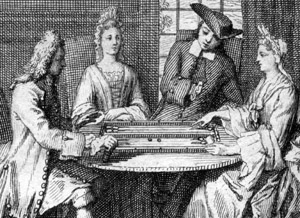
Le Jeu du trictrac, Chez Charpentier, 1715. Fragment du frontispice, gravure de Tardieu.

Quoique le trictrac soit un jeu de société de la famille très ancienne des jeux de tables, la plus ancienne mention connue du mot trictrac se trouve dans une lettre de Nicolas Machiavel datée du 10 décembre 1513. Le jeu a pris sa forme actuelle au cours du même siècle, et sa grande vogue est arrivée en France aux XVIIe et XVIIIe siècles, à la cour et dans les milieux aristocratiques. Il a connu une renaissance durant la Restauration avant de quasiment disparaître à la fin du XIXe siècle. Il fait partie des jeux de hasard raisonné tels que le backgammon qui était connu en France sous l’appellation toutes tables ou le jacquet, bien plus simple et qui n’est apparu que vers 1800 si l’on prend pour référence la première règle connue datant de 1818.
Le plus ancien traité sur le trictrac a été écrit par Euverte Jollyvet, avocat au parlement de Paris, en 1634 dans le but de standardiser les règles du jeu qui devaient se transmettre alors par tradition orale. Depuis cette date, seulement des modifications mineures ont été apportées et les règles ont connu une grande stabilité comme l'attestent les différents traités de la bibliographie. Un des auteurs en avait déjà fait la constatation en 1818 : « Il est constant qu’il y a cent cinquante ans qu’on le joue comme on le fait à présent, sans que ses règles aient subi de variations importantes. »
Le dernier traité d’importance a été publié en 1852.

### Ancienneté et origine géographique du jeu de trictrac
Les principales sources pour déterminer l’ancienneté et l’origine géographique du trictrac, en tant que jeu de tables spécifique, sont les traités à son sujet parus depuis le XVIIe siècle.
Euverte Jollyvet dans le premier traité de l’histoire du jeu de trictrac (1634 et plusieurs rééditions au cours du XVIIe siècle), écrit ne rien savoir ni de l’ancienneté du jeu de trictrac ni de son pays de provenance.

« Il y a des esprits qui pour paraître savants, se plaisent à rechercher l’antiquité des choses, mille ans auparavant qu’elles fussent trouvées, mais ce n’est qu’une vanité très inutile, je ne dis pas inepte. […] Quant à l’antiquité du jeu de tricque-trac, je ne la saurais dire, j’avoue mon ignorance, et n’ai pas peur d’être blâmé, bien sais-je qu’on s’amusera plus aujourd’hui de rechercher les titres et mouvements de la vraie noblesse, que non pas ceux de l’antiquité de ce jeu, qui vieil ou nouveau, français ou étranger doit être tenu pour le plus excellent de tous les jeux des bonnes compagnie. »

— L’Excellent Jeu du tricque-trac, veuve Jean Promé, Paris, 1656, p. 8-9.
L’auteur anonyme du deuxième traité du trictrac, édité chez Charpentier (1698, 1701, 1715), ne prend pas parti quant à l’ancienneté du jeu ni à son origine, si ce n’est qu’il cite deux pays possibles, la France et l’Allemagne (en fait, Vienne en Autriche), et qu’il donne son sentiment en faveur de la France.

« Je ne dirai rien de l’antiquité de ce jeu et je n’entreprendrai pas de décider si ce sont les français ou les Allemands qui en ont été les inventeurs. Je sais qu’il y a eu des gens qui ont donné cette gloire aux Allemands et que plusieurs autres l’ont attribué aux Français. Mais je crois que si l’on en juge par ce qui nous paraît journellement, l’on se déterminera facilement en faveur des Français, et que l’on conviendra qu’on joue mieux ce beau jeu à la cour de France qu’à celle de Vienne. »

— Le Jeu du trictrac comme on le joue aujourd’hui, Charpentier, Paris, 1715, p. 1-2.

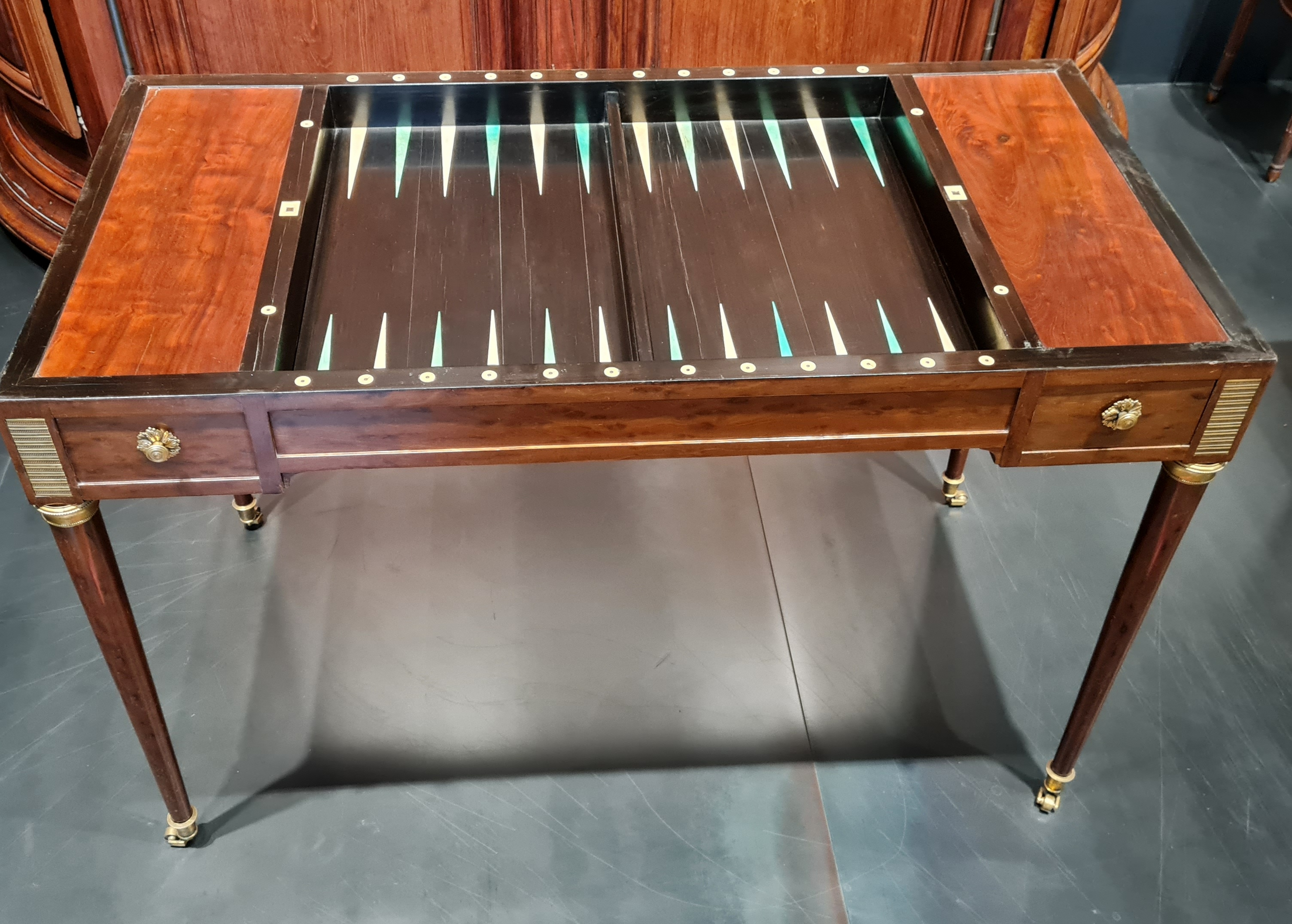
Table de trictrac fabriquée vers 1785.

Laurent Soumille en 1738 et 1756, dans le troisième traité, et Fallavel en 1776 dans le quatrième, n’abordent pas le sujet, pas plus que Guiton, auteur du premier traité du XIXe siècle, 1816 et 1822, ni Julien Lelasseux-Lafosse celui du dernier traité d’importance en 1852.
Pierre-Marie-Michel Lepeintre, auteur du deuxième traité du XIXe siècle, en 1818, n’apporte pas plus d’informations, mais il s’avance sans fournir de source sur le fait qu’il aurait été introduit en France au début du XVIe siècle.

« On ne sait pas au juste où remonte cette espèce particulière de trictrac, proprement dit, ni à quelle époque il a été introduit en France. Il résulterait seulement de la lecture de nos auteurs, qu’il n’y a pas trois siècles qu’il a été apporté chez nous, et il est constant qu’il y a cent cinquante ans qu’on le joue comme on le fait à présent, sans que ses règles aient subi de variations importantes. »

— Cours complet de trictrac, Guillaume, Paris, 1818, p. 13.
Les traités écrits sur le trictrac ne permettant pas de remonter plus loin que le début du XVIIe siècle, il faut se tourner vers la littérature pour y chercher des indices mais comme le mot trictrac était aussi donné au tablier utilisé pour tous les jeux de tables et que des versions modernes de textes anciens font apparaître le mot trictrac qui n’existait pas dans les originaux, la recherche du mot trictrac dans ses différentes orthographes doit s’accompagner de celle d’expressions spécifiques au jeu.
Une pièce en vers intitulée La Friquassée crotestyllonnée, des antiques modernes chansons, dont la préface est datée de 1557, reprend notamment, en jouant parfois sur les mots, un grand nombre d’expressions de jeux d'enfants, pratiqués alors à Rouen, dont trois sont aussi typiques du jeu de trictrac.

« Grand Jan, petit Jan
Margot la fendue, et tous ses gens. »

Cependant, ces expressions étant alors très courantes (les deux premières désignaient un mari trompé, la dernière une prostituée), la référence au trictrac n'est pas assurée. Par ailleurs, en 1907 est paru un livre rassemblant notamment des jeux de groupe encore pratiqués dans le bocage normand, parmi lesquels celui intitulé « Petit jean, Gros Jean, et Margot la fendue » qui se jouait avec trois morceaux de bois, un petit, un plus long et un autre en forme de fourche, et qui pourrait bien correspondre à celui cité dans La Friquassée crotestyllonnée de 1557.

### Tic-tac et trictrac
Le tic-tac ou tick-tack est un jeu très proche du trictrac, utilisant une partie de ses situations caractéristiques et d’autres spécifiques. Les règles de déplacement des dames sont moins contraignantes, et les points ne sont pas comptés. Dès qu’une situation de jeu marquante est obtenue par un joueur, il gagne la partie. Il s’agit ainsi d’un jeu très rapide, quelques minutes à un quart d’heure de temps de jeu, favorisant les paris et les renvis.
Euverte Jollyvet lui donne l’appellation de petit tricque-trac et par opposition celle de grand tricque-trac au trictrac. Il écrit aussi qu'il n’était pas joué par les Français.
Il apparaît avoir surtout été joué en Angleterre où deux auteurs en donnent des règles au milieu du XVIIe siècle.
Malgré le lien de parenté évident entre les deux jeux, aucune source ne permet d’affirmer que le tic-tac est le précurseur du trictrac ni qu’il en est une régression.

### Orthographes et étymologie du mot trictrac

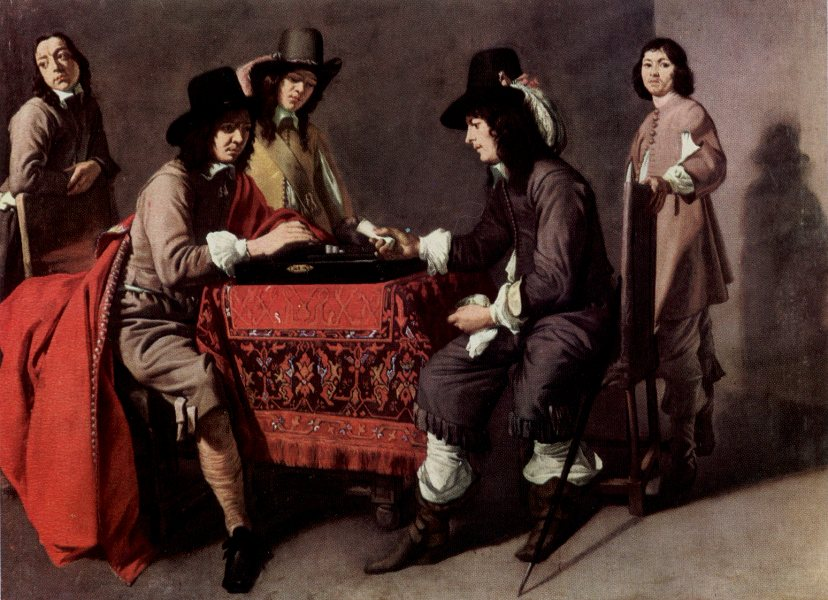
Les Joueurs de trictrac par Le Maître des Jeux, peintre de l’entourage des frères Le Nain, Musée du Louvre.

Le mot trictrac a connu plusieurs orthographes : tricque-trac, trique-trac, triquetrac, trictrac et plus rarement tric trac ou tric-trac que l’on trouve dans la littérature. De nos jours, seules les trois dernières orthographes sont utilisées, les autres étant tombées depuis longtemps en désuétude.
Pour ce qui est de l’étymologie, aujourd’hui, il est majoritairement admis que le mot trictrac est une onomatopée. Pourtant, tous ne sont pas du même avis.
Euverte Jollyvet, premier auteur sur le jeu de trictrac (1634), estime que le mot trictrac est une onomatopée avant de demander au lecteur de se contenter de cette origine linguistique vu que « le sujet est un jeu et non une science » :

« Le jeu de tricque-trac, comme j’estime pour vraisemblable, vient du bruit qui se fait sans remède en l’exercice du jeu, au déplacement et placement des dames, qui en leurs mouvements rendent un son continuel, qui semble dire à l’oreille Tric et Trac, ou bien comme aucuns l’appellent Tic et Tac, qui sont paroles vraiment mises dans le son même ; ce qui fait que cette onomatopée peut passer pour vraie et naïve définition. »

— L’Excellent Jeu du tricque-trac, veuve Jean Promé, Paris, 1656, p. 6.
L’auteur anonyme du deuxième traité, édité chez Charpentier (1698, 1701, 1715), préfère une autre étymologie que l’onomatopée et propose une origine grecque, plus noble et savante :

« Quant au nom de ce jeu, plusieurs prétendent qu’il lui vient du bruit qui se fait en jetant les dés, remuant les dames, parce que ce bruit rend un son qui semble répéter incessamment Tric Trac ou Tic Tac. Mais j’aimerais mieux, à l’exemple d’une personne qui savait le jeu en perfection, lui donner une origine plus noble et la tire comme lui des deux mots grecs Τρις-Τραχυς qu’on peut écrire en lettre vulgaire Tris Trakus et qui signifie trois fois difficile à jouer et comprendre. »

— Le Jeu du trictrac comme on le joue aujourd’hui, chez Charpentier, Paris, 1715, p. 4.
Laurent Soumille en 1738 et 1756 dans le troisième traité, affirme en citant les plus connus des lexicographes que le mot trictrac est une onomatopée  :

« Le trictrac, dont j’entreprends ici de donner les règles, tire son nom du bruit que font les dames, les dés, et les cornets. Furetière, Richelet et le Dictionnaire universel de Trévoux ne lui donnent pas d’autre étymologie. »

— Le Grand Trictrac, Giffart, Paris, 1756, p. 1.
Fallavel en 1776 dans le quatrième traité, est le plus direct : « le jeu tire son nom du bruit qu’on fait en y jouant. »
Guiton, auteur du premier traité du XIXe siècle, en 1816 et 1822, n’aborde pas le sujet.
Lepeintre, auteur, en 1818, du deuxième traité du XIXe siècle, prend d’abord une distance vis-à-vis de l’onomatopée avant de l’adopter :

« On n’a rien trouvé jusqu’à présent de certain sur l’étymologie du mot trictrac. Les plus savants scholiastes du XVIIe siècle sont d’avis que ce mot a été formé par onomatopée, du bruit que font les dés et les dames ; c’était l’opinion de Ménage, de Furetière et de Pasquier […]. Cette opinion me paraît fondée sur la vérité même. »

— Cours complet de trictrac, Guillaume, Paris, 1818, p. 13.
Lelasseux-Lafosse, polytechnicien et auteur du dernier traité d’importance du XIXe siècle, en 1852, cite les deux hypothèses précédemment avancées sans prendre parti :

« Beaucoup de personnes pensent que le trictrac tire son nom du bruit que font les dés, les dames et les cornets ; d’autres disent que ce nom vient de deux mots grecs qui signifient trois fois difficile. »

— Le Jeu du trictrac rendu facile, Ledoyen, Paris, 1852, t. 1, p. 2.
Il ressort de cette succession chronologique de citations que rien ne vient étayer aucune des deux thèses. Si celle sur l’origine grecque apparaît complexe, celle de l’onomatopée bien que séduisante n’en est pas moins incertaine et ne devrait être utilisée qu’avec des réserves. Cependant une autre définition ancienne du mot trictrac tend à renforcer l’hypothèse de l’onomatopée, trictrac étant aussi le nom donné au XVIIe siècle à une chasse à la battue :

« Trictrac est, aussi, un terme de chasse et signifie une battue qu’on fait dans les bois avec grand bruit, pour faire sortir les bêtes que l’on chasse. »

— Dictionnaire de L’Académie française, première édition, 1694.
Une piste n’a jamais été évoquée, celle d’une utilisation du latin pour créer le nom du jeu, Triquetra signifiant triangle qui est la forme caractéristique des cases du tablier de triquetrac.

### Classe sociale des joueurs de trictrac et popularité du jeu selon les époques

#### Ancien Régime

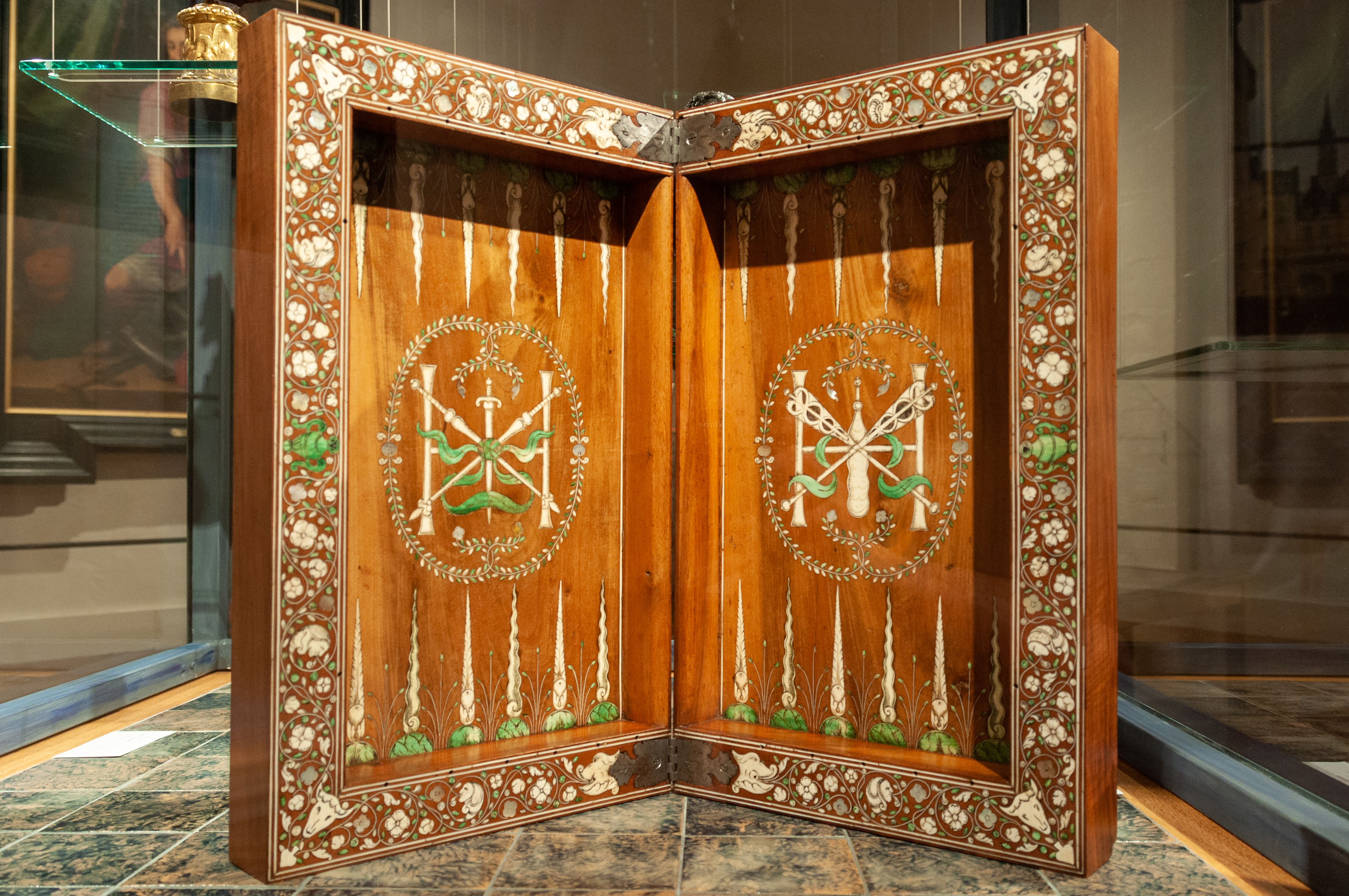
Tablier de trictrac au monogramme d'Henri IV, fabriqué entre 1594 et 1610. Ses bandes sont discrètement percées des trous nécessaires à la circulation des fichets.

Le trictrac ne semble pas avoir été joué ou très peu en dehors des salons de la haute société où il était pratiqué par les deux sexes :
Le titre complet L’Excellent Jeu du tricque-trac. Très Doux Esbattement és nobles compagnies, du traité d’Euverte Jollyvet, sieur de Votilley, se suffirait à lui seul pour justifier cette supposition concernant le XVIIe siècle. Une citation de ce livre édité pour la première fois en 1634 est sans ambiguïté :

« Autre raison d’excellence se peut tirer de ce que de cent mille personnes qui peuvent savoir ce jeu, on n’en trouvera pas dix de telle condition qui le sache, et le pratique : ou presque tous les autres sont aussi communs entre les pages, serviteurs et laquais, qu’entre les princes, seigneurs et gentilshommes […] Mais au Grand Trictrac, il n’y a que les gens d’honneur qui le pratiquent et encore les plus spirituels, actifs et vigilants qui le peuvent comprendre. »

— L’Excellent Jeu du tricque-trac, veuve Jean Promé, Paris, 1656, p. 11.
À la fin du règne de Louis XIV, le trictrac garde encore toute sa popularité dans les salons comme il l'est attesté dans le traité du Jeu de trictrac, comme on le joue aujourd’hui édité en 1698, 1701 et 1715 :

« L’excellence, la beauté et la sincérité qui se rencontrent dans ce jeu font que le beau monde qui a de la politesse s’y applique avec beaucoup de soin, en fait son jeu favori et le préfère aux autres jeux. En effet ce beau jeu a tant de noblesse et de distinction, que nous voyons qu’il est plus à la mode que jamais. Les dames y ont une très grande attache […] »

— Le Jeu du trictrac comme on le joue aujourd’hui, Charpentier, Paris, 1715, p. 2-3.

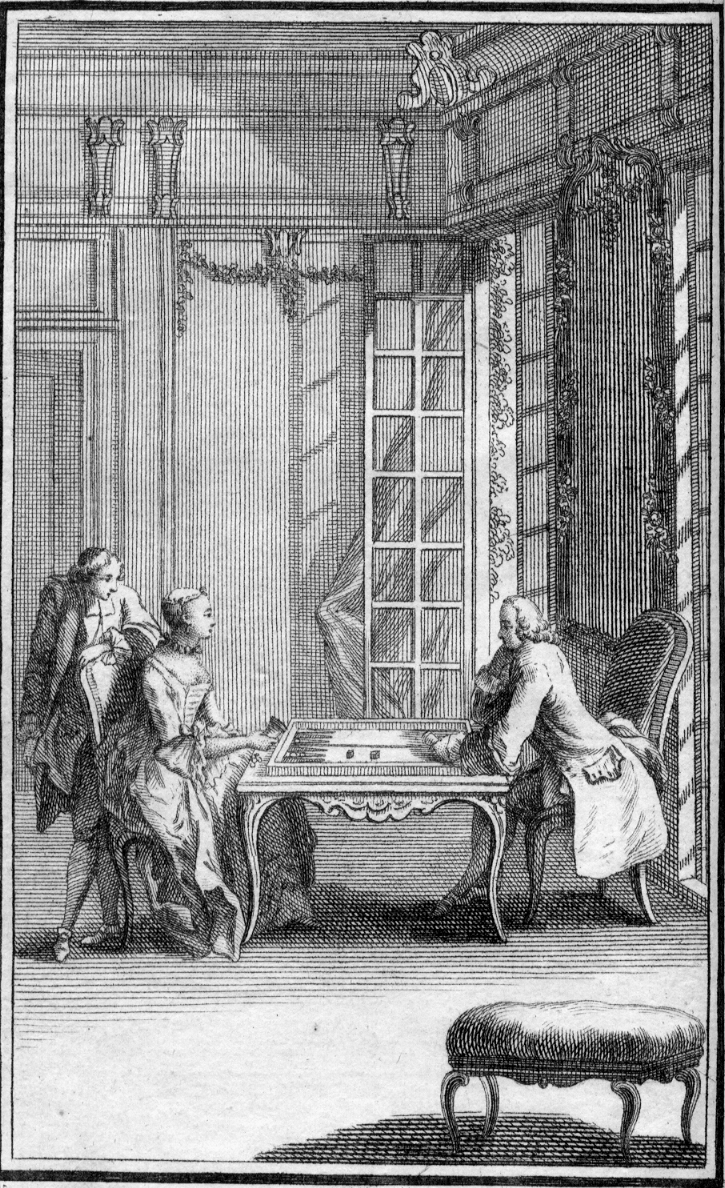
Frontispice de la deuxième édition du Grand Trictrac de Soumille, Giroud, Avignon, 1756.

Sous Louis XV, en 1738, l’abbé Laurent Soumille dans la préface de son traité Le Grand Trictrac, édité à Avignon, témoigne d’une désaffection des joueurs pour le trictrac et en attribue la cause à la complexité des règles et à celle de la rareté des bons maîtres :

« À peine trouve-t-on quelquefois dans une ville un bon joueur de trictrac ; et pour l’apprendre de lui, il faudrait une heureuse conformité de loisir, de sentiments, d’inclinations : toutes choses si difficiles à trouver dans deux personnes, qu’il ne faut pas s’étonner si ce jeu, tout noble qu’il est, a si peu de cours dans le monde. »

— Le Grand Trictrac, Girard et Seguin, Avignon, 1738, « Préface ».
Le livre de Soumille a probablement contribué à relancer le jeu de trictrac et la période qui a suivi est celle des élégantes tables de trictrac qui viennent meubler les salons. Jusqu’alors, les tabliers à charnières étaient utilisés.
Sous Louis XVI, Fallavel dans son traité du Jeu du trictrac, ou les Principes de ce jeu est optimiste sur la popularité du jeu mais émet de manière indirecte ses craintes sur son avenir :

« Il serait peut-être le lieu de faire l’apologie du jeu de trictrac et de faire voir combien il l’emporte sur tous les jeux qui sont aujourd’hui l’amusement des sociétés, mais il est assez connu pour n’avoir pas besoin d’en relever les avantages et il se soutient depuis trop longtemps, malgré toutes les vicissitudes des modes, pour craindre que jamais on l’abandonne. »

— Le Jeu du trictrac, Nyon, Paris, 1776, « Avertissement ».

#### Restauration
Après la chute de Napoléon Bonaparte, avec la restauration de la monarchie, les familles d’émigrés royalistes reviennent en France, et Lepeintre en 1818, dans son traité intitulé Cours complet de trictrac, avec un abrégé du gammon, du jacquet et du garanguet, fait un état de la situation concernant le jeu de trictrac :

« Ignoré de la classe grossière, il suppose, dans les personnes qui le jouent, du savoir-vivre et de l’habitude du monde, à l’exception d’un très petit nombre de joueurs de profession qui passent leur vie dans les cafés ou les tripots. Ainsi, par la complication de sa marche, il est tout à la fois hors de la portée des gens du commun, et d’une facile récréation pour la partie polie de la société ; également agréable aux jeunes gens et aux vieillards, au beau sexe et aux philosophes, aux savants et aux mondains […] Il est à Paris un grand nombre de personnes qui ont abandonné les dames, les échecs, les cartes, et spécialement le trictrac, pour aller passer leurs loisirs au tapis vert, ce dont elles ont à se repentir amèrement, le plus souvent toute leur vie […] Le trictrac, quoique bien plus répandu [que les dames], ne compte également que des vétérans pour principaux amateurs. Il n’en existe même plus de véritablement forts, depuis la mort toute récente d’un personnage de distinction qui y excellait, M. le duc de Laval-Montmorency, […] Ce jeu serait donc menacé d’une décadence totale dans les salons, si la restauration de la bonne compagnie ne nous garantissait pas sa restauration. N’en doutons pas, il reprendra sa vogue, il redeviendra ce qu’il a été autrefois : la recréation des honnêtes gens et des personnes bien nées et bien élevées. »

— Cours complet de trictrac, Guillaume, Paris, 1818, « discours préliminaire », p. 1-3.
Lepeintre, terminant son traité, donne un ordre d’idée de ce que pouvait représenter le trictrac pour les passionnés, lorsqu’il fait dire au vieil ermite du Morbihan, maître de trictrac :

« Là je mourrai tranquillement le cornet à la main : je veux qu’après ma mort on enterre avec moi mon trictrac favori, et que l’on m’élève un mausolée où la figure de ce jeu soit sculptée avec une inscription latine, contenant l’énumération des victoires qu’il m’a fait remporter, et cette épitaphe :

« Ci gît qui pour son bien ne fit rien à propos :

Mauvais spéculateur et très peu politique ;

Le trictrac composait toute sa rhétorique ;

Il prit enfin son coin dans le champ du repos. »
 »

— Cours complet de trictrac, Guillaume, Paris, 1818, p. 153-154.
La prédiction du retour du trictrac dans les salons semble s’être bien réalisée si l’on prend en compte que les plus nombreuses tables de trictrac mises en vente aujourd’hui chez les antiquaires datent de la Restauration et la place du trictrac dans les œuvres des auteurs classiques tel que Balzac avec Le Lys dans la vallée, ou Prosper Mérimée avec La Partie de trictrac.
À la fin du XIXe siècle, en 1896, le court-métrage réalisé par  Louis Lumière et intitulé Partie de tric-trac représente en fait une partie de jacquet reconnaissable au sens de circulation des pions du jeu et aux quadruples déplacements liés aux doublets des dés. 
Le jacquet, bien plus simple à jouer, a alors fini par détrôner le trictrac mais l'auteur préfère utiliser l'appellation tric-trac pour le titre de son court-métrage.

#### XXesiècle
Le trictrac a fini par ne plus être joué dans le premier quart du XXe siècle et les tabliers n’ont plus été fabriqués équipés de leurs trous, étant utilisés essentiellement pour le jeu de jacquet largement pratiqué dans les familles et les cafés jusqu’à l’avènement de la télévision vers 1960-1970. Les tables de trictrac se trouvent chez les antiquaires et décorent les châteaux et les résidences privées en tant que bel objet d’ébénisterie. À une époque où les appellations anglo-saxonnes sont souvent plus attractives (le backgammon portait l’appellation toutes-tables jusqu’au XIXe siècle), celle désuète de trictrac est assurément un handicap pour la diffusion du jeu.

#### Aujourd’hui

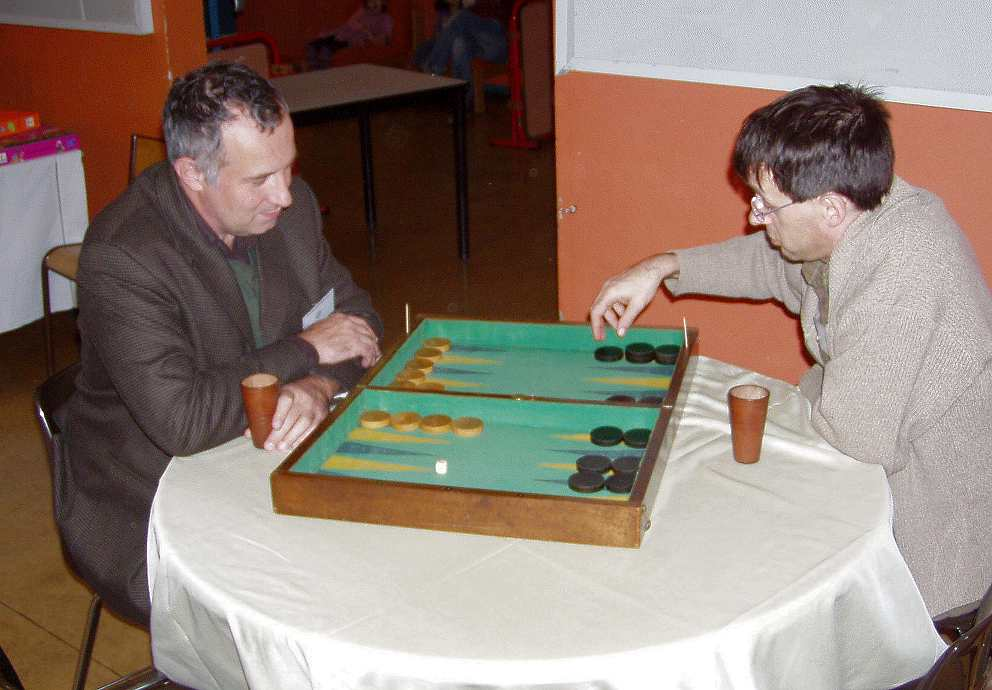
Joueurs de Trictrac à Lyon.

Sans les écrits laissés par Jollyvet, Charpentier, Soumille, Fallavel, Guiton, Lepeintre et Lelasseux-Lafosse, le trictrac aujourd’hui ne pourrait plus être joué dans le respect de toutes ses règles, et beaucoup de ses expressions spécifiques utilisées dans la littérature française auraient perdu de leur sens. Quelques amateurs disséminés à travers le monde font revivre le trictrac et espèrent donner une renaissance à ce jeu qui a occupé une place importante dans la culture ludique française.

### Trictrac et politique
Au XVIIe siècle, l’expression trictrac de la cour était couramment utilisée pour parler des affaires politiques. Euverte Jollyvet pour insister sur l’importance du jeu de trictrac dans la société de cette époque en apporte un témoignage :

« […] le proverbe qui court, tant entre les savants que parmi les indoctes, quand on dit à tout propos, le tricque-trac de la Cour, le tricque-trac des affaires du monde, pour montrer la vicissitude et les changements des affaires de la Cour et des travers du monde. »

— L’Excellent Jeu du tricque-trac, veuve Jean Promé, Paris, 1656, p. 11.
La grande popularité du trictrac et la richesse de son vocabulaire sont à l’origine de deux satires politiques :
Durant la Fronde, une mazarinade intitulée Le Trique-trac de la cour, parue en 1652, dépeint avec esprit et insolence Mazarin et son entourage en détournant pour chacun d’entre eux, une expression du jeu de trictrac.
Sous la Révolution française, fin 1790, les auteurs du journal satirique, Les Actes des Apôtres, reprennent le même principe en publiant, en p. 14 du chapitre 170, un texte intitulé Trictrac national qui sera réimprimé dans plusieurs ouvrages au cours du XIXe siècle dans des versions quelque peu différentes.
| Trictrac de la cour (1652) | Trictrac national (1790) |
| --- | --- |
| Extrait des Mémoires du cardinal de Retz, nouvelle édition augmentée de […] quelques pièces du cardinal de Retz et autres […], Jean Frédéric Bernard et Henri du Sauzet, Amsterdam, 1719, t. 4, p. 252. | Extrait des Mémoires de M. le comte de Montlosier, Dufey, Paris, 1830, t. 1, p. 408. |
| La reine. Je suis enfilée. Le roi. Je n’aime pas les dames noires. Mazarin. J’ai fait mon plein mais je ne puis passer sans bonheur. Le chancelier. J’ai le mien aussi. Beaufort. J’ai évité l’enfilade à mon ordinaire. La Meilleraye. J’ai trop hasardé. Chavigny. Je devais me taire sur le jeu. Le parlement. Nous sommes en chemin de gagner le tour de bredouille. Les parents du cardinal. Le bruit de ce jeu nous rompt la tête. Le duc d’Orléans. Je n’y entends rien, et j’ai le dé malheureux. La Rivière. Je vais faire une belle école mais je vais en avertir. M. le Prince. À bon compte, j’enfile toujours. Longueville. J’ai doublé, je ne sais que faire. La reine d’Angleterre. J’ai tout perdu à ce jeu. Les filles de la reine. On nous enfilera si l’on amène gros jeu. Châteauneuf. Je reprends mon coin par un double as. MM. du Conseil. On ne peut manquer d’en prendre sur nous ; car notre jeu est toujours découvert. Les partisans. Notre jeu est passé. Emery. Il faut s’en aller après ce malheureux obstacle. Servien. J’amène le jeu que je veux, car je pipe le dé. Le coadjuteur. Il y a de la finesse à mon jeu ; mais il n’y a point de bonheur. Les Parisiens. Il faut garnir le coin bourgeois. Les officiers des électeurs. Si nous mettons dedans nous remplirons sans difficulté. M. de Guise. Si je sors de mon coin, je serai un jan de retour. M. de Montbazon. Je m’en vais ; je n’ai point de bois à abattre. Mme de Montbazon. Je n’ai qu’un jan qui ne peut; mais je suis toute découverte. Les dames de la Cour. Nous nous laissons tellement presser qu’on nous enfile toujours. Les courtisans. Nous remuons toujours le filet mais nous ne gagnons rien pour cela. | Le roi fait une école à chaque coup. La reine a toujours le dé contraire. Les princes ont trop hasardé. La noblesse a pris le coin bourgeois. Le clergé a fait la pile de misère. Le Tiers a pris son coin par puissance. Les parlements ont joué trop serrés. L’armée et la marine sont en grande bredouille. Les milices nationales ont encore le pavillon. L’assemblée nationale a mis tout à bas. La Fayette bat souvent les deux coins. La Rochefoucauld a fait petites bredouilles. L’évêque d’Autun a fait la case du diable. Les Noailles font la revirade. Necker a fait une mauvaise tenue. D’Aiguillon et Laborde sont en enfilade. Lameth, Barnave et Duport finiront par être marqués. Clermont-Tonnerre a été obligé de passer. L’abbé Maury prend six trous sans bouger. L’abbé Grégoire a mis du bois à bas. Dom Gerle a eu un mauvais carme. Robespierre a fait son petit jan. Le comte de Mirabeau a fait son plein. Le duc d’Orléans a trop découvert son jeu. La France ne peut être sauvée que par un jan de retour. |

Durant la Restauration, sous Louis XVIII, Pierre Marie Michel Lepeintre, dans le discours préliminaire de son traité Cours complet de trictrac édité chez Guillaume à Paris en 1818, p. 3-6, s’attaque à l’ex-empereur Napoléon Bonaparte en exil sur l’Île Sainte-Hélène, l’accusant du sacrifice de millions de Français, d’usurpation de pouvoir, d’illégitimité, de tyrannie, et de lâcheté dans une comparaison de la gestion de ses campagnes avec les décisions d’un mauvais joueur de trictrac. Lepeintre est le seul auteur à avoir ainsi inclus des idées politiques dans un traité de trictrac.
Ci-dessous, l’intégralité du texte de Lepeintre sur Napoléon Ier :

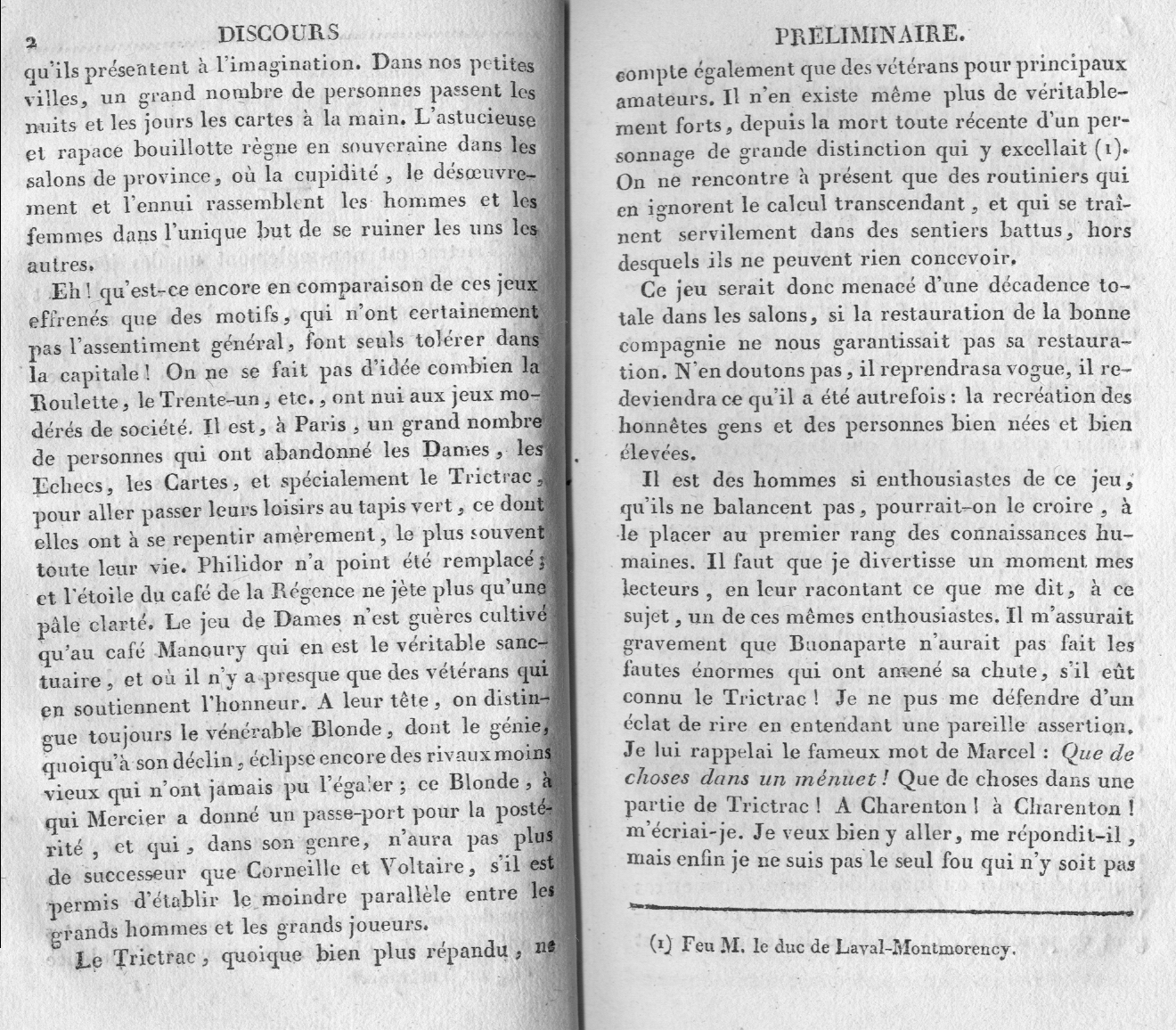
Discours préliminaire p. 2-3
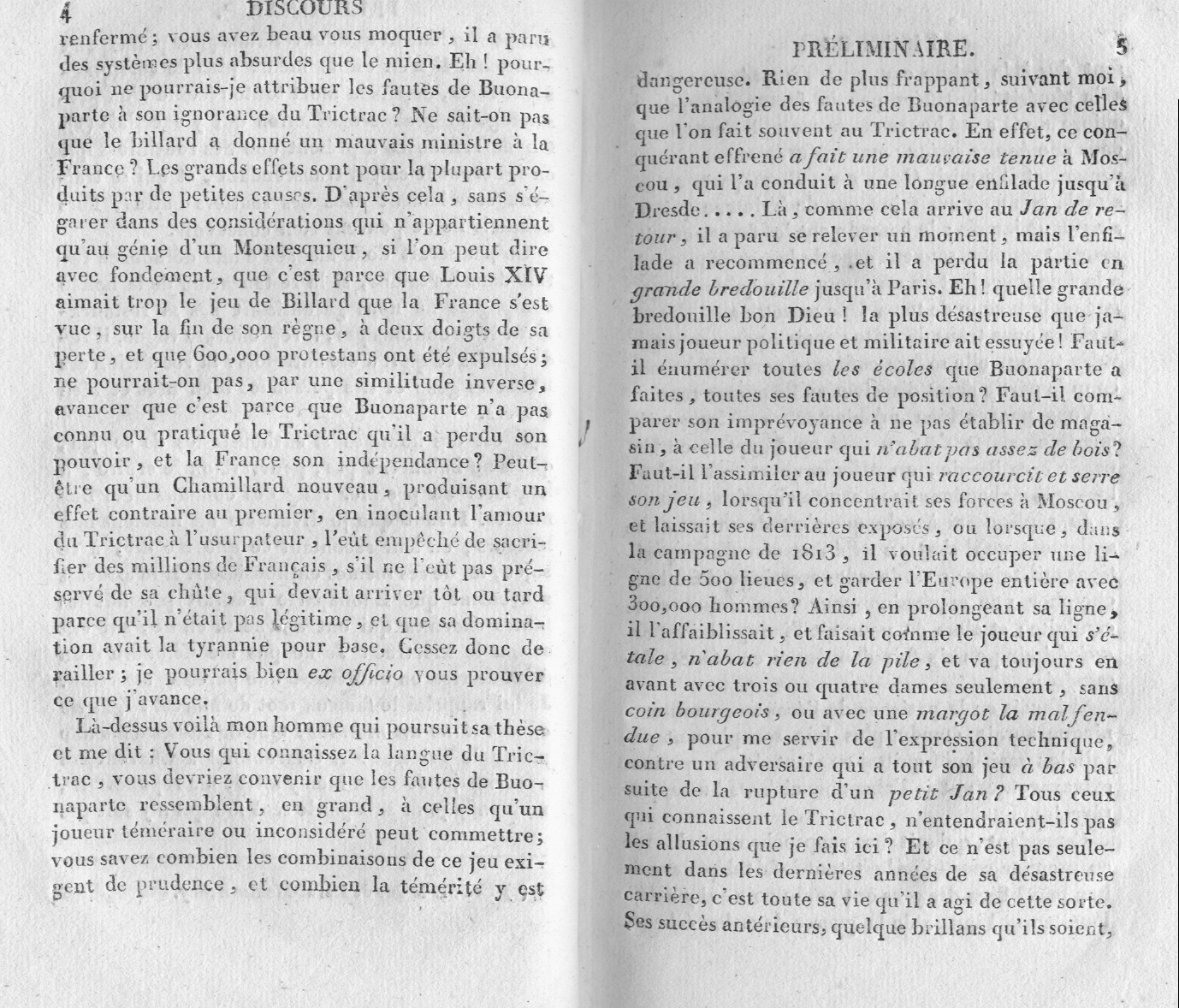
Discours préliminaire p. 4-5
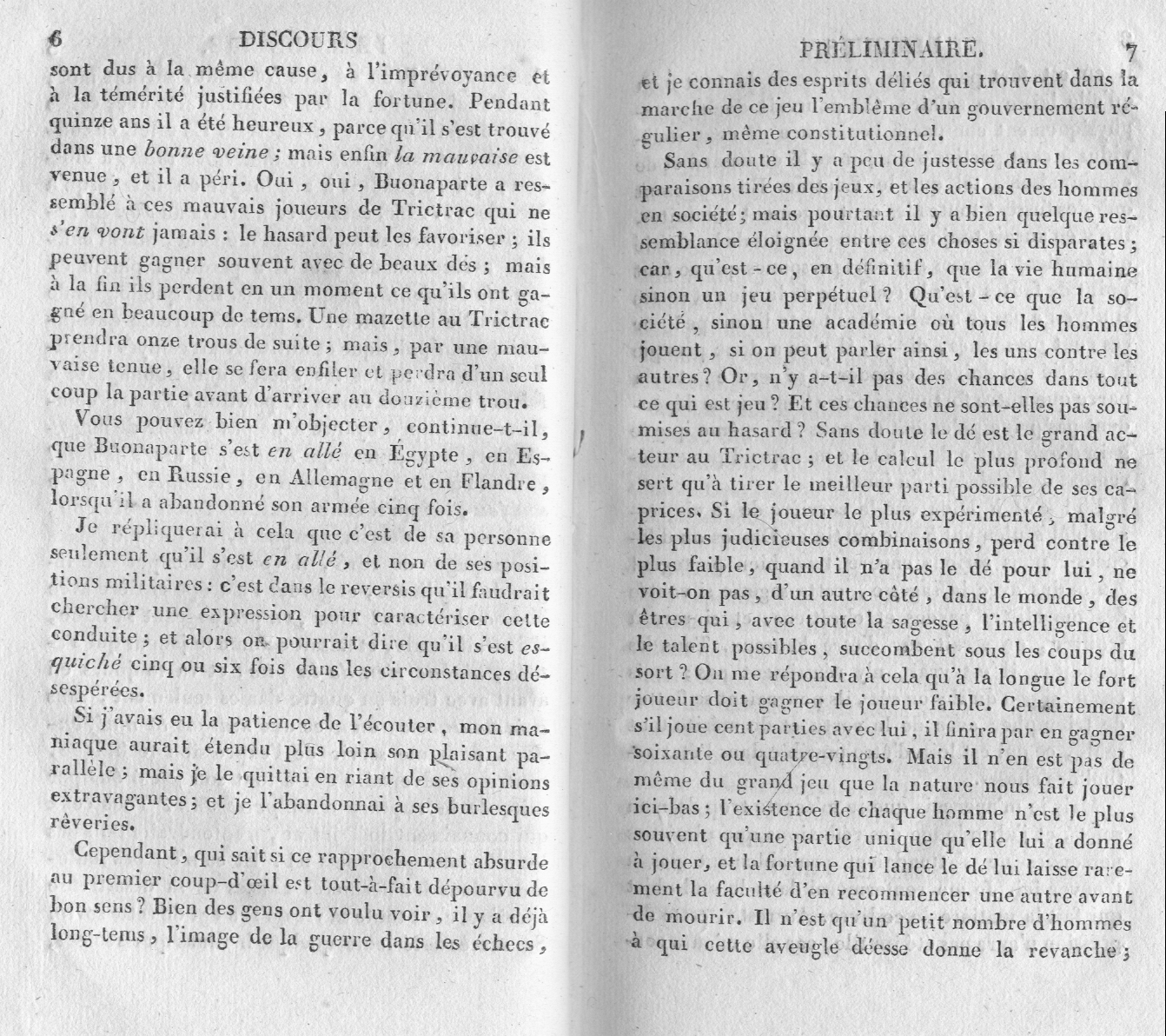
Discours préliminaire p. 6-7

## Matériel

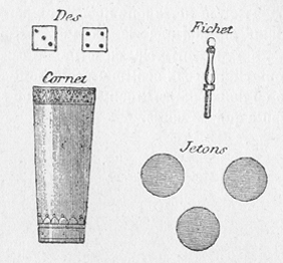
Accessoires du jeu de trictrac, Le Salon des jeux p. 146, Emile Guérin éditeur, s.d. (c. 1900)

Composition du matériel nécessaire pour jouer au trictrac :
– un tablier similaire à celui du backgammon à cette différence que vingt-quatre trous sont percés dans les bords du tablier au pied de chacune des vingt-quatre flèches. Trois autres trous sont percés dans chaque bord latéral du tablier. Les bords sont appelés bandes. Les bandes des joueurs présentent chacune douze trous, les bandes latérales seulement trois ;
– quinze dames noires et quinze dames blanches ;
– deux dés et deux cornets à dés ;
– trois petits jetons dont l’un est appelé bredouille ;
– deux fichets qui parcourent les douze trous des bandes ;
– un petit drapeau appelé pavillon.
Le tablier porte aussi le nom de trictrac. Le mot table était utilisé à l’origine pour désigner une dame du jeu. Le nom de dame s’est généralisé au cours du XVIIe siècle mais celui de table est resté dans plusieurs expressions du jeu de trictrac.
Le trictrac fait partie des jeux de tables au même titre que le backgammon ou le jacquet.

## Règles du jeu

### Démarrage du jeu
L’attribution de la couleur des dames et la position des talons se font d’un commun accord mais peuvent aussi se faire par tirage au sort.
Chaque joueur place ses dames en trois ou quatre piles sur le talon situé de son côté. Celui qui a son talon à sa droite déplacera ses dames dans le sens des aiguilles d’une montre, celui qui l’a à sa gauche les déplacera en sens inverse.
Chaque joueur place son fichet dans le trou de la bande latérale, côté talons, le plus proche de lui. Le trou du milieu de cette bande reçoit le pavillon. Les trois trous de la bande latérale opposée ne sont pas utilisés.
Les trois jetons sont alignés contre la bande latérale entre les deux talons.

#### Vocabulaire

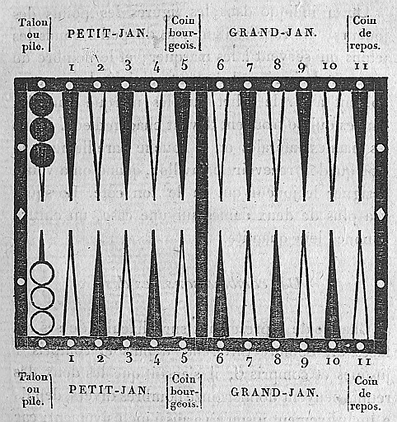
Traité complet du jeu de trictrac par Guiton, 1822, p. 15.

Numérotation des flèches
Les douze flèches devant chaque joueur sont conventionnellement numérotées : T, 1, 2, 3, 4 … 11. D’autres numérotations ont existé pour des raisons de facilités rédactionnelles concernant la description d’exemples de situations de jeu,.
Appellation des flèches
Certaines flèches, ou cases, ont reçu des appellations :
– case T : talon ;
– case 5 : coin bourgeois ;
– case 6 : parfois appelée aussi coin bourgeois ;
– case 7 : case du diable ;
– case 10 : case de l’écolier mais aussi case du diable ;
– case 11 : coin de repos.
Jeu ordinaire et jeu de retour
Les dames parcourent un circuit qui les font aller du talon au coin de repos, puis en continuant du coin de repos adverse à son talon, avant de sortir. Chaque moitié du parcours porte une appellation :
– jeu ordinaire : c’est le sens aller du jeu, du talon au coin de repos ;
– jeu de retour : c’est le sens retour du jeu, du coin de repos adverse à son talon.
Avoir une case, une demi-case, une surcase
– avoir une case : c’est avoir un minimum de deux dames sur la même flèche. Une case ainsi occupée est invulnérable ;
– avoir une demi-case : c’est avoir une seule dame sur une flèche. Une demi-case est vulnérable ;
– surcase : c’est toute dame rajoutée sur une case entière. Une flèche peut porter jusqu’à treize surcases.
Les deux tables du tablier de trictrac
Le tablier de trictrac est composé de deux compartiments dont le fond de chacun porte le nom de table :
– table des petits jans : c’est celle des cases de T à 5 ;
– table des grands jans : c’est celle des cases de 6 à 11.

#### Primauté
Deux méthodes ont coexisté pour déterminer lequel des deux joueurs aurait la primauté :
– l’une appelée coup et dés consistait pour l’un des deux joueurs à projeter les dés à l’aide du cornet contre la bande du joueur adverse. Celui qui avait alors le dé le plus élevé plus proche de son côté que le plus faible commençait en déplaçant ses dames en fonction de ce premier jet de dé. Si un doublet était obtenu ou que les deux dés se retrouvaient à la même distance d’une bande, les dés étaient relancés de la même manière. Le joueur ayant ainsi obtenu la primauté ne pouvait jamais commencer par un doublet.
– l’autre consistait pour chaque joueur à jeter tour à tour le même dé, ou même les deux dés, et celui qui obtenait le nombre de points le plus élevé avait la primauté et relançait les deux dés pour son premier coup de la partie. Cette méthode permettait aux deux joueurs de débuter par un doublet.
Les anciens dés taillés dans l’ivoire ou l’os avaient des angles aigus et roulaient peu. Pour favoriser le hasard, ils étaient toujours projetés contre la bande opposée.
Aujourd’hui, l’emploi de dés équilibrés à angles arrondis permet d’éviter cette manipulation bruyante et il suffit de verser les dés dans le tablier. La primauté est déterminée selon la deuxième méthode, les joueurs lançant simultanément un dé dans leur table de droite.

#### Ordre indicatif de jeu, coups de dés
Le joueur qui jette les dés annonce à voix haute les dés joués, puis toujours à voix haute les points que ce résultat lui apporte et, enfin, joue ses dames en fonction du résultat du jet de dés. Une fois une dame touchée, il ne peut plus modifier ses points et son adversaire peut l’envoyer à l’école du manque ou de l’excédent de points marqués.
Dès que les dames ont été jouées et avant de jouer à son tour, l’adversaire doit marquer les points que le coup de dés lui apporte. S’il lance les dés après avoir mal compté les points que lui valaient les dés précédemment joués, le joueur qui les avait lancés peut à son tour l’envoyer à l’école.
Le résultat d’un jet de dés est un doublet si les deux nombres sont identiques, et un coup simple s’ils sont différents.
Les coups simples s’annoncent le nombre le plus fort en premier comme « 6 et 4 » ou « 3 et As » (le 1 se dit toujours As).
Les doublets ont chacun leur nom :
– doublet d’as : bezas (diminutif d’ambesas), bezet ;
– doublet de 2 : double deux ;
– doublet de 3 : ternes ;
– doublet de 4 : carmes ;
– doublet de 5 : quines ;
– doublet de 6 : sonnez.
Avec l’expérience du jeu, les annonces à voix haute ne sont plus systématiques.

### Déplacer les dames
Chaque dé peut permettre de déplacer une dame d’un nombre de flèches égal au nombre de points qu’il affiche. Il faut pour que le déplacement soit possible que la flèche d’arrivée ne soit pas bloquée, c’est-à-dire ne contienne pas de dame adverse.
Si un joueur décide de déplacer une dame du nombre total affiché par les dés, ce qui se dit jouer tout d’une, la flèche d’arrivée ainsi que la (dans le cas d’un doublet) ou au minimum une (dans le cas d’un coup simple) flèche intermédiaire ne doit pas être occupée par une ou plusieurs dames adverses.
Contrairement au backgammon, un doublet ne se joue pas deux fois mais seulement une, comme un coup simple. Avec un doublet, il n’est possible de déplacer au maximum que deux dames de chacune la valeur d’un dé. Au backgammon dans le même cas, il est possible de déplacer jusqu’à quatre dames.
Les règles d’occupation des coins de repos et celles du passage des dames au jeu de retour limitent aussi le déplacement des dames.
La règle la plus haute du jeu de trictrac est qu’il est impératif de jouer les points amenés par les deux dés quand cela est possible. En cas d’impossibilité d’exprimer les deux dés, il faut si possible jouer le plus fort, sinon le plus faible. Si aucun des deux dés ne peut être joué, il faut passer son tour.
La règle « dame touchée, dame jouée » est de rigueur sauf si l’on a annoncé avant : « j’adoube ». Adouber est synonyme au trictrac, comme aux échecs, d'arranger et ne peut être utilisé que pour remettre en place une dame non alignée ou déplacer légèrement une dame pour voir la couleur de la flèche en dessous.
L’expression fausse case est utilisée pour signifier qu’une dame a été déplacée illégalement. Cette appellation vient du verbe caser qui était pris dans le sens déplacer les dames selon les dés amenés. Le verbe tabler est synonyme de caser.
En cas de fausse case, l’adversaire est maître de faire jouer à sa guise la dame mal déplacée.

### Validité des dés

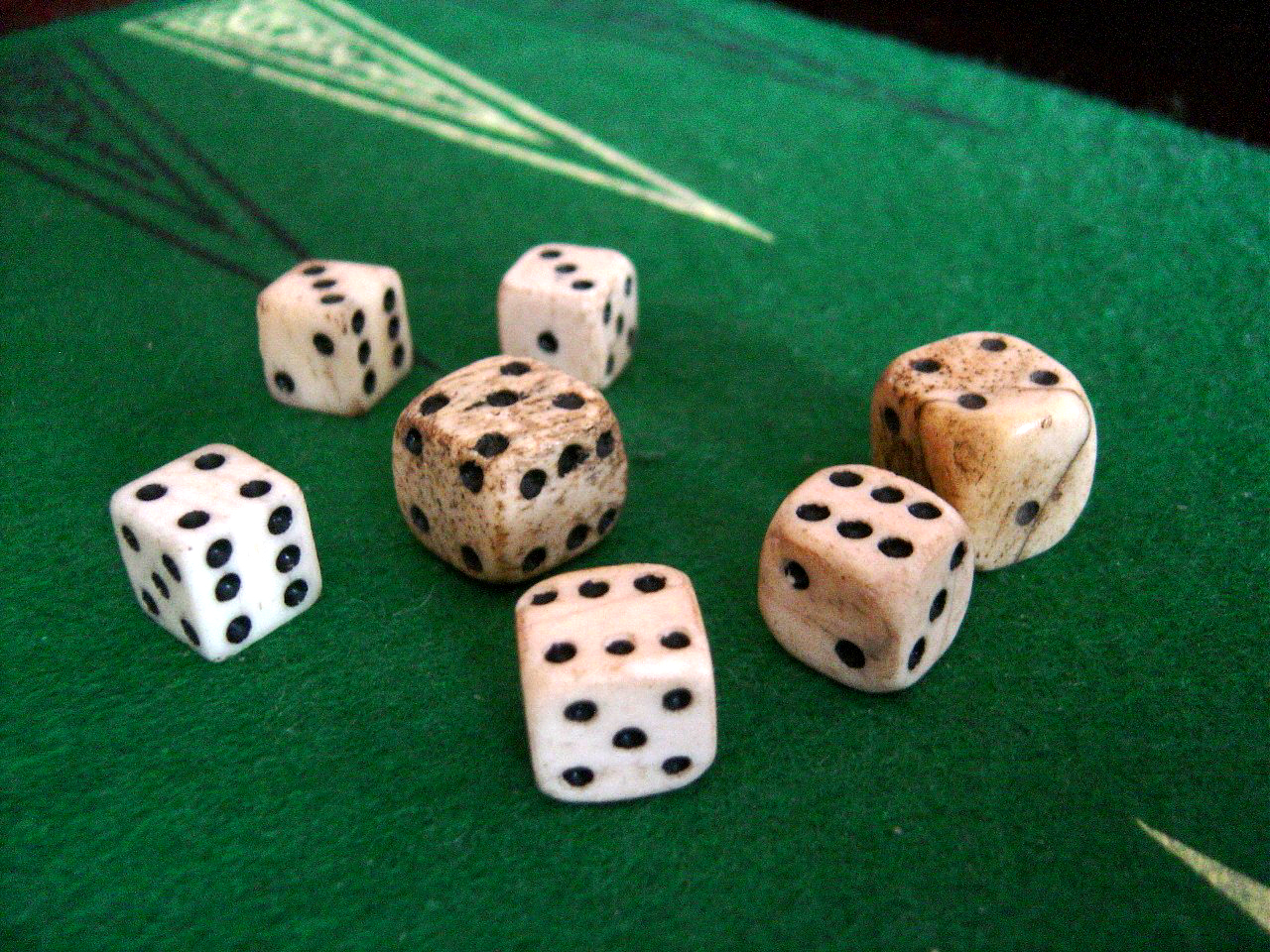
Dés anciens en os dont certains très usés et irréguliers.

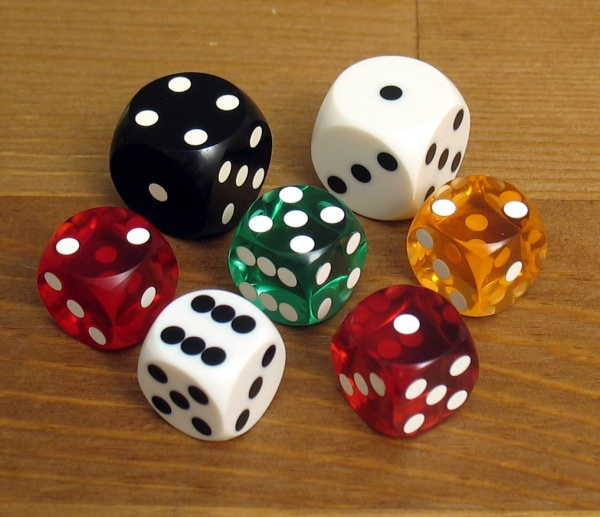
Dés modernes de précision.

Sur un jet de dés :
– un dé à plat sur une dame est bon ;
– un dé incliné (voir aussi dé cassé) en appui sur une dame ou une bande est bon s’il est accepté d’un commun accord. Sinon, celui qui le voit bon doit poser un troisième dé dessus et si ce dé témoin ne glisse pas le dé testé est validé ;
– un dé complètement ou en partie sur un jeton est bon ;
– un dé qui a sauté dans l’autre compartiment est bon sous réserve de respecter les conditions précédentes ;
– un dé hors du tablier ou sur une de ses bandes est mauvais ;
– un dé posé sur un autre est mauvais.
Lorsqu’un dé est mauvais, le joueur doit relancer les deux.
Autres règles :
– si un joueur lance les dés avant la fin du déplacement des dames de l’autre joueur, ces dés sont bons et le joueur qui n’a pas terminé de placer ses dames peut le faire en connaissance de cause sans pouvoir être pénalisé pour fausse case, son adversaire ayant déjà jeté les dés ;
– si un joueur lance les dés et qu’ils viennent à toucher la main de son adversaire qui avait terminé de déplacer ses dames, il peut considérer le coup bon ou mauvais à sa convenance.

### Dé «cassé»
Aujourd’hui, un dé est dit cassé lorsqu'il est fortement incliné. Cela n’a pas toujours été le cas : il existait une règle sur la validité d’un dé cassé en deux, et une autre sur celle d’un dé incliné. Les dés pouvaient se casser du fait qu’ils étaient le plus souvent en os et qu’ils étaient projetés assez violemment sur la bande adverse. Si un dé se cassait en deux et qu’un seul morceau laissait apparaître ses points, le coup était bon.

### Prise et libération du coin de repos
Le coin de repos d’un joueur correspond à sa flèche no 11. Son occupation et sa libération sont conditionnées par les règles suivantes :
– pour pouvoir installer davantage de dames sur son coin de repos, il faut impérativement l’avoir préalablement pris en y ayant placé deux dames sur un même coup. Le coin de repos, ainsi pris, peut alors recevoir des surcases — une à une ou deux par deux — lors des prochains coups ;
– la prise du coin n'est pas obligatoire s'il ne s'agit pas du seul déplacement de dames possible légalement ;
– pour pouvoir libérer son coin de repos, après en avoir sorti toutes les surcases, il faut impérativement en sortir les deux dernières dames sur un seul et même coup ;
– un joueur peut reprendre son coin de repos après l'avoir libéré ;
– il n’est jamais autorisé de prendre le coin de repos de l’adversaire ;
– un coin de repos vide — du joueur ou de l’adversaire — peut être utilisé comme flèche intermédiaire pour déplacer une dame de la somme des deux dés.
Il existe deux manières de prendre son coin de repos :
– naturellement en y amenant directement deux dames, les expressions par effet et directement sont aussi employées ;
– par puissance, uniquement si l’adversaire n’occupe pas le sien, en étant en mesure d’amener directement deux dames dans le coin de repos de l’adversaire. Dans un même mouvement, le joueur dirige ses deux dames vers le coin de repos de l’adversaire puis il les ramène sur son propre coin de repos.
Deux règles sont liées aux deux manières de prendre le coin de repos :
– il n’est jamais autorisé de faire des surcases dans le coin de repos par puissance mais uniquement par effet ;
– si un joueur peut prendre à la fois son coin de repos naturellement et par puissance, il doit obligatoirement le prendre naturellement.
Prendre son coin de repos ne rapporte aucun point.
D’un point de vue tactique, pour avoir plus de chances de prendre son coin de repos, il est bon de faire une ou deux surcases sur les flèches no 5 et no 6 lorsque le coin adverse est encore vide, mais quand l’adversaire l’a pris, il est préférable de ne pas trop surcaser sur la flèche no 6. Dans ces conditions, ces surcases constituent des provisions pour utiliser les six amenés par les dés. Ces positions avantageuses pour la prise du coin de repos ont amené les joueurs à donner l’appellation de coin bourgeois aux flèches no 5 et no 6.

### Points et trous, jans
Pour les articles homonymes, voir Jan.
Une partie entière de trictrac ou tour se joue en douze trous. Chaque fois qu’un joueur marque un ou plusieurs trous, il déplace son fichet le long de sa bande du tablier. Le premier trou se marque au pied du talon, le douzième au pied du coin de repos. Lorsque le fichet d’un des deux joueurs a atteint le douzième trou, le tour est fini et ce joueur est gagnant.
Pour marquer un trou il faut marquer douze points. Ces points sont gagnés lors de situations de jeu appelées jans, mais aussi par la sortie de toutes les dames d’un joueur, et par les erreurs de comptage des points par l’adversaire appelées écoles.
Le marquage des points se fait dans le tablier à l’aide des trois jetons placés initialement entre les deux talons contre la bande latérale. Cette position initiale correspond à zéro point.

#### Marquage des points

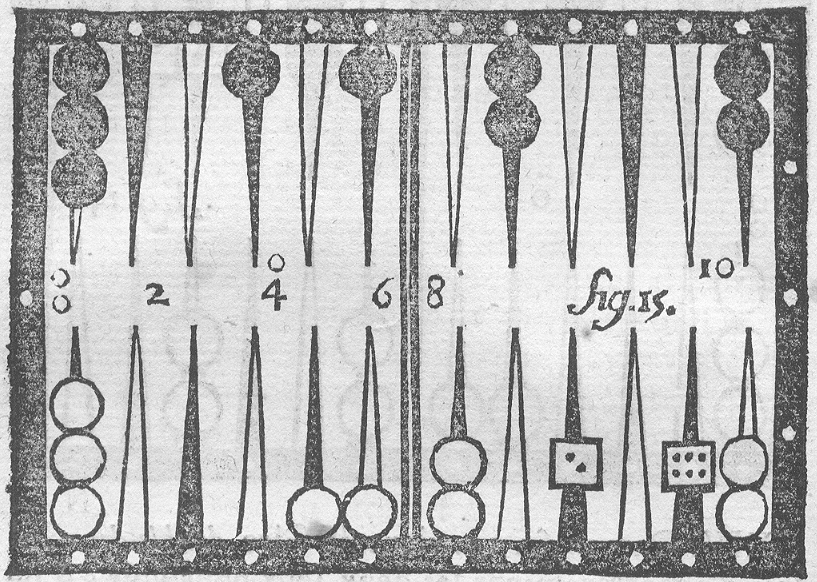
Le Grand Trictrac, Soumille, chez de Hansy, 1766, p. 14. Figure montrant l’emplacement des jetons en fonction des points marqués. 10 points se marquent en fait contre la bande. Les noirs ont 0 trou et 4 points, et les blancs n’ont encore rien marqué.

Les points au trictrac sont toujours pairs et sont marqués en déplaçant un jeton de la manière suivante :
– 2 points : à la pointe de la flèche no 1 (décalé vers la flèche no 2) ;
– 4 points : à la pointe de la flèche no 3 (décalé vers la flèche no 4) ;
– 6 points : à la pointe de la flèche no 5 (contre la bande médiane) ;
– 8 points : à la pointe de la flèche no 6 (contre la bande médiane) ;
– 10 points : à la pointe de la flèche no 11 (contre la bande latérale) ;
– 12 points : à la position initiale entre les deux talons.
Par exemple, un joueur a déjà 6 points, son jeton se trouve à la pointe de sa flèche no 5 contre la bande médiane, s’il marque 4 points il déplace son jeton à la pointe de sa flèche no 11 contre la bande latérale, ce qui indique qu’il a maintenant 10 points. S’il gagne ensuite 2 points, il marquera 1 trou (ou 2 en cas de bredouille) en déplaçant son fichet et remettant son jeton aux talons. Dans cet exemple, le joueur annoncera en faisant ce qui vient d’être écrit : « 1 (ou 2) trou et zéro de reste », mais si au lieu de marquer 2 points il en avait marqué 4 il aurait marqué son ou ses trous et déplacé son jeton non plus à la bande mais à la pointe de la flèche no 1 en annonçant « 1 (ou 2) trou et 2 points de reste ».
Le choix des positions des huitième et dixième points est justifié par la nécessité de toujours laisser de la place dans le tablier pour jeter les dés sans risquer de bouger les jetons.
Chaque fois qu’un joueur gagne un ou plusieurs trous, il gagne une partie. Il peut gagner une partie simple (1 trou), double (2 trous), triple (3 trous) et ainsi de suite.

#### La bredouille
La bredouille est un jeton témoin utilisé pour marquer les points dans une situation particulière.
Quand un joueur réussit à marquer en une ou plusieurs fois douze points en partant du talon, sans que, dans le même temps, son adversaire n’en marque un seul, il n’avance pas d’un trou mais de deux. Pour compter ces douze points d’affilée, la bredouille est essentielle.
Le cas simple où un joueur marque ses douze points quand l’autre a toujours son jeton aux talons, ne pose pas de problème car il est évident qu’il a marqué ses douze points sans avoir été interrompu. Quand un joueur marque seul des points, il est dit en bredouille, puis s’il atteint ainsi le nombre de douze points, qu’il gagne bredouille.
Si maintenant le premier joueur à marquer, sans avoir atteint les douze points, est interrompu dans sa série par le second joueur, ce dernier peut à son tour réussir la série de douze points et gagner le droit d’avancer son fichet de deux trous. Pour se rappeler que le second joueur est en mesure d’avancer de deux trous au lieu d’un, il marquera ses points avec son jeton accompagné d’un jeton supplémentaire, la bredouille.
Si, par la suite, le premier joueur venait à marquer des points et donc interrompre la série potentielle des douze points du second, il faut renvoyer la bredouille aux talons. Le joueur perdant le jeton témoin est dit débredouillé. Les deux joueurs n’ayant plus chacun qu’un jeton, celui qui gagne ne peut avancer son fichet que d’un trou.
Il faut avancer son fichet de douze trous pour gagner une partie de trictrac.

#### Tenir, s’en aller, relevé
Lorsqu’un joueur gagne une partie sur son coup de dé, il a le choix entre :
– tenir, rester : le joueur marque ses points de reste et remet ceux de son adversaire à zéro en plaçant le jeton de son adversaire à la bande des talons et éventuellement celui de bredouille. Le jeu continue normalement en alternance et l’adversaire marque ses points acquis sur le dernier coup de la partie qui vient de se terminer. L’annonce de la décision se fait en déclarant « je tiens » ou « je reste » mais elle n’est pas obligatoire ;
– s’en aller, renvoyer : le joueur remet les trois jetons à la bande, abandonnant ainsi ses points de reste, et renvoie ses dames au talon, son adversaire en fait de même. L’adversaire ne peut pas compter les points gagnés sur le coup. L’annonce de la décision se fait en déclarant « je m’en vais » ou « je renvoie » mais elle n’est pas obligatoire. En s’en allant le joueur acquiert le privilège de la primauté des dés pour le coup suivant.
Une déclaration faite avant d’engager une action pour rester ou s’en aller doit obligatoirement être suivie d’effet. Une action engagée pour rester ou s’en aller n’est pas révocable par une déclaration.
La période de jeu qui s’étend entre deux positionnement des dames aux talons est appelé relevé :
– le premier relevé va du début du tour au premier renvoi ;
– les suivants vont d’un renvoi au prochain ;
– le dernier relevé va du dernier renvoi à la fin du tour ;
Il existe un autre type de renvoi qui n’est pas lié au choix d’un joueur mais à la sortie des dames.

#### Le pavillon

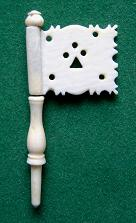
Pavillon de trictrac en ivoire présentant une moucheture d'hermine stylisée. Il pivote autour de la hampe pour éviter la casse.

Appelé aussi étendard, ce petit drapeau est l’équivalent du jeton de bredouille pour la partie entière.
En tout début de la partie entière, ou tour, le pavillon se situe entre les deux fichets sur la bande des talons. 
Lorsqu’un joueur arrive au douzième trou sans que l’autre en ait marqué un seul, il gagne le tour bredouille.  Gagner le tour bredouille se dit aussi gagner en grande bredouille. Si le premier joueur est interrompu dans sa série de douze trous par le second joueur, il n’est plus en mesure de gagner le tour bredouille. Par contre le second joueur à marquer peut désormais le faire, et pour en témoigner il s’empare du pavillon et le place dans le trou de son fichet sur la bande des talons qui vient juste d’en être libéré. Tant qu’il n’est pas interrompu par le gain d’une partie par son adversaire, il conserve le pavillon et s’il réussit à terminer le tour avec, il gagne en grande bredouille. Mais si son adversaire arrêtait sa série de douze trous, alors cet adversaire retirerait le pavillon pour le poser à côté du tablier, ce qui signifierait qu’aucun des deux joueurs ne pourrait gagner le tour bredouille.

#### Gain du tour
Le jeu de trictrac était associé à l’argent et le gain du tour se chiffrait en un certain nombre de fois le montant de l’enjeu convenu au départ entre les joueurs et il n’y avait pas de renvi. Le facteur multiplicateur dépendait de la méthode choisie :
La plus ancienne  :
– gagner bredouille rapporte 2 fois l’enjeu ;
– gagner débredouillé rapporte 1 fois l’enjeu.
La deuxième  :
– gagner bredouille rapporte 2 fois l’enjeu ;
– gagner débredouillé et l’adversaire n’ayant pas atteint le septième trou rapporte 1 fois et demi l’enjeu (l’adversaire n’a pas passé le pont) ;
– gagner débredouillé et l’adversaire ayant passé le pont rapporte 1 fois l’enjeu.
La dernière décrite au XIXe siècle :
– gagner bredouille sans le pavillon rapporte 4 fois l’enjeu ;
– gagner bredouille avec le pavillon rapporte 3 fois l’enjeu ;
– gagner débredouillé et l’adversaire n’ayant pas atteint le sixième trou rapporte 2 fois l’enjeu ;
– gagner débredouillé et l’adversaire ayant atteint le sixième trou rapporte 1 fois l’enjeu.
Cette méthode intéresse davantage le jeu par le fait que le joueur en retard peut espérer jusqu’au bout réduire les gains de l’adversaire si ce n’est gagner le tour.
Aujourd’hui, l’enjeu est 1 point et les gains d’un joueur se comptent en un nombre de points fonction de la méthode choisie.

#### Jans rares
Ces jans ne peuvent être réalisés qu’en tout début d’un relevé. Il en existe cinq :
1. Jan de trois coups ou jan de six tables
Circonstance : les trois premiers coups de dés d’un joueur lui permettent de placer six dames sur les six flèches suivant le talon.
Marque : ce jan rapporte au joueur 4 points par simple et il ne peut pas être réalisé par doublet.
Déplacement : le fait de marquer les points du jan de six tables n’oblige pas à jouer les deux dernières dames pour les aligner avec les quatre précédemment jouées. Ce jan peut ainsi se marquer par puissance.
2. Jan de deux tables
Circonstance : le joueur n’ayant que deux dames sorties du talon, son coup de dés lui permet d’atteindre avec l’une son coin de repos et avec l’autre celui vide de son l’adversaire.
Marque : ce jan rapporte au joueur 4 points par simple ou 6 points par doublet.
Déplacement : les lois d’occupation des coins de repos interdisent de jouer ce coup dans les coins. C’est un jan par puissance.
3. Contre-jan de deux tables
Circonstance : idem jan de deux tables mais l’adversaire occupe déjà son coin de repos.
Marque : ce jan rapporte à l’adversaire 4 points par simple ou 6 points par doublet.
Déplacement : idem jan de deux tables.
4. Jan de mézéas
Circonstance : le joueur n’ayant sorti que deux dames du talon qui occupent son coin de repos alors que celui de l’adversaire est vide, son coup de dés amène un ou deux as.
Marque : ce jan rapporte au joueur 4 points par simple ou 6 points par doublet.
Déplacement : idem jan de deux tables.
5. Contre-jan de mézéas
Circonstance : idem jan de mézéas mais l’adversaire occupe déjà son coin de repos.
Marque : ce jan rapporte à l’adversaire 4 points par simple ou 6 points par doublet.
Déplacement : idem jan de deux tables.

#### Jans de remplissage, remplir, conserver, rompre

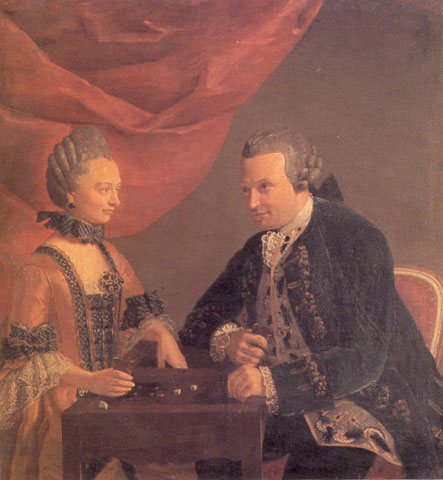
La partie de trictrac par Léonard Defrance, Musée d'Ansembourg à Liège

Le tablier est composé de quatre quadrants de six flèches. Un jan de remplissage est réalisé lorsqu’au moins deux dames d’un même joueur se trouvent sur chacune des six flèches d’un de ces quadrants.
Il existe trois jans de remplissage :
1. le petit jan est réalisé dans le quadrant comportant le talon du joueur ;
2. le grand jan dans celui contenant le coin de repos du joueur ;
3. le jan de retour dans celui contenant le talon du joueur adverse.

Le remplissage du quadrant comportant le coin de repos du joueur adverse n’est pas réalisable du fait de l’interdiction d’occuper son coin de repos.
Lorsqu’un joueur réalise un jan de remplissage il fait son petit jan, son grand jan ou son jan de retour. L’expression faire son plein est aussi utilisée quel que soit le jan de remplissage.
Remplir est obligatoire lorsque cela est possible sous peine d’école et de fausse case.
Sur un coup de dés simple, lorsqu’un joueur n’a plus qu’une demi-case à couvrir pour faire son plein, il peut se trouver en situation de le faire par trois moyens différents, par une dame directe, par deux dames directes venant de deux flèches différentes, ou par une dame jouée tout d’une c’est-à-dire par la somme des deux dés.
Sur un doublet, il n’est possible de remplir que par un ou deux moyens, par une dame directe, ou par une directe et une autre tout d’une.
Si un joueur peut remplir par plusieurs moyens, il n’est tenu de le faire que par l’un d’entre eux, selon son choix.
Dans le cas où il ne reste non pas une seule demi case à couvrir mais deux, il n’est possible de remplir que par un seul moyen, seule la dernière des deux dames jouées remplissant.
Quel que soit le plein, il rapporte par moyen possible, au joueur qui le réalise :
– par simple, 4 points ;
– par doublet, 6 points.
Lorsqu'un joueur a rempli, si pendant le ou les coups suivants il peut conserver son plein il est tenu de le faire sous peine d’école et de fausse case.
Lorsqu'un joueur ne peut plus conserver un plein il le rompt. Il ne doit rompre que s’il n’a aucune autre manière de jouer.
Il n’y a qu’un seul moyen de conserver un plein qui rapporte au joueur :
– par simple, 4 points ;
– par doublet, 6 points.
Comme toujours, les points doivent être marqués avant de toucher les dames sous peine d’école.
D’un point de vue tactique, la difficulté de terminer un grand jan par la case no 7 a amené les joueurs à lui donner l’appellation de case du diable. Compléter un grand jan par la case no 10 peut s’avérer aussi très difficile si l’adversaire a des points de reste, du fait qu’il est souvent nécessaire d’exposer une dame seule sur une flèche pour se donner un maximum de chances de faire la case au coup suivant. Cette dame isolée proche du jeu de retour a une forte probabilité d’être battue à vrai et l’adversaire peut ainsi marquer un trou ou deux et s’en aller. Dans cette situation la case no 10 est aussi appelée case du diable.

#### Battre les dames de l’adversaire
Lorsque sur son coup de dés un joueur a une de ses dames qui porte sur une flèche occupée par une dame seule de l’adversaire, il bat cette dame.
Une dame peut être battue directement si sa distance à la dame qui la bat est égale au nombre de points d’un des deux dés, ou indirectement si la distance est égale à la somme des points amenés par les deux dés.
Au trictrac, une dame battue reste à sa place et celle qui la bat ne peut pas la rejoindre du fait des règles du déplacement des dames. Battre une dame se fait par conséquent toujours par puissance.
Une dame peut être battue de deux manières :
1. une dame est battue à vrai si elle est battue directement, ou si elle est battue indirectement et qu’au moins un des passages intermédiaires n’est pas occupé par plus d’une dame adverse ;
2. une dame est battue à faux si elle est battue indirectement et que les passages intermédiaires sont occupés par au moins deux dames adverses.

Une dame peut ainsi être battue à vrai par un à trois moyens sur un même coup simple, une ou deux fois directement et une fois indirectement, et par un ou deux moyens sur un doublet, une fois directement et une fois indirectement, tandis qu’elle ne peut jamais être battue à faux que par un seul moyen sur un même coup.
Une dame battue à vrai ne peut pas l’être à faux et inversement, mais sur un même coup il est possible de battre des dames à vrai et d’autres à faux.
Battre à vrai une dame rapporte au joueur :
– par simple et par moyen, dans la table des grands jans, 2 points ;
– par doublet et par moyen, dans la table des grands jans, 4 points ;
– par simple et par moyen, dans la table des petits jans, 4 points ;
– par doublet et par moyen, dans la table des petits jans, 6 points.
Battre à faux une dame rapporte à l’adversaire :
– par simple dans la table des grands jans, 2 points ;
– par doublet dans la table des grands jans, 4 points ;
– par simple dans la table des petits jans, 4 points ;
– par doublet dans la table des petits jans, 6 points.
Les points gagnés par un joueur sur son coup de dés sont marqués avant que l’adversaire marque ceux qu’il gagne pour être battu à faux, de sorte que si celui qui bat à vrai gagne une partie et s’en va, terminant ainsi le relevé en cours, son adversaire ne peut plus marquer les points pour avoir été battu à faux.
D’un point de vue tactique, l’occupation de la flèche no 10 en début de relevé peut s’avérer hasardeuse en diminuant les chances de faire le grand-jan et en pouvant être mis en état de battre à faux les dames de l’adversaire. Sa situation proche du jeu de retour donnant plus de possibilités pour battre à vrai les dames de l’adversaire dans la table des petits jans en fait souvent la case privilégiée des débutants au trictrac en dépit des risques encourus, ce qui a amené les joueurs à lui donner l’appellation de case de l’écolier. Des circonstances, notamment quand l’adversaire est le seul à avoir pris son coin de repos, peuvent rendre favorable l’occupation de la flèche no 10.

#### Battre le coin de l’adversaire
Il est interdit d’occuper le coin de repos de l’adversaire, mais il est possible de le battre.
Pour battre le coin de repos de l’adversaire, deux conditions préalables doivent être remplies :
– il faut avoir déjà pris son propre coin de repos ;
– le coin de repos de l’adversaire doit être vide.
Dans ces conditions, si sur un coup de dés un joueur peut virtuellement amener deux dames dans le coin de repos de l’adversaire, il le bat. Toutes les dames portant directement dans le coin de repos adverse sont susceptibles de participer au battage, avec une restriction pour celles occupant le coin de repos du joueur. Pour celles-ci, seules les surcases peuvent y contribuer.
Battre le coin de l’adverse rapporte au joueur :
–  par simple, 4 points ;
–  par doublet, 6 points.
Ces points sont gagnés par puissance, le coin adverse ne pouvant jamais être occupé. Le coin adverse n’est jamais battu à faux, et donc si les deux coins sont occupés, aucun des deux joueurs n’a la faculté de battre celui de l’adversaire.

#### Jan de récompense, jan qui ne peut, dame impuissante

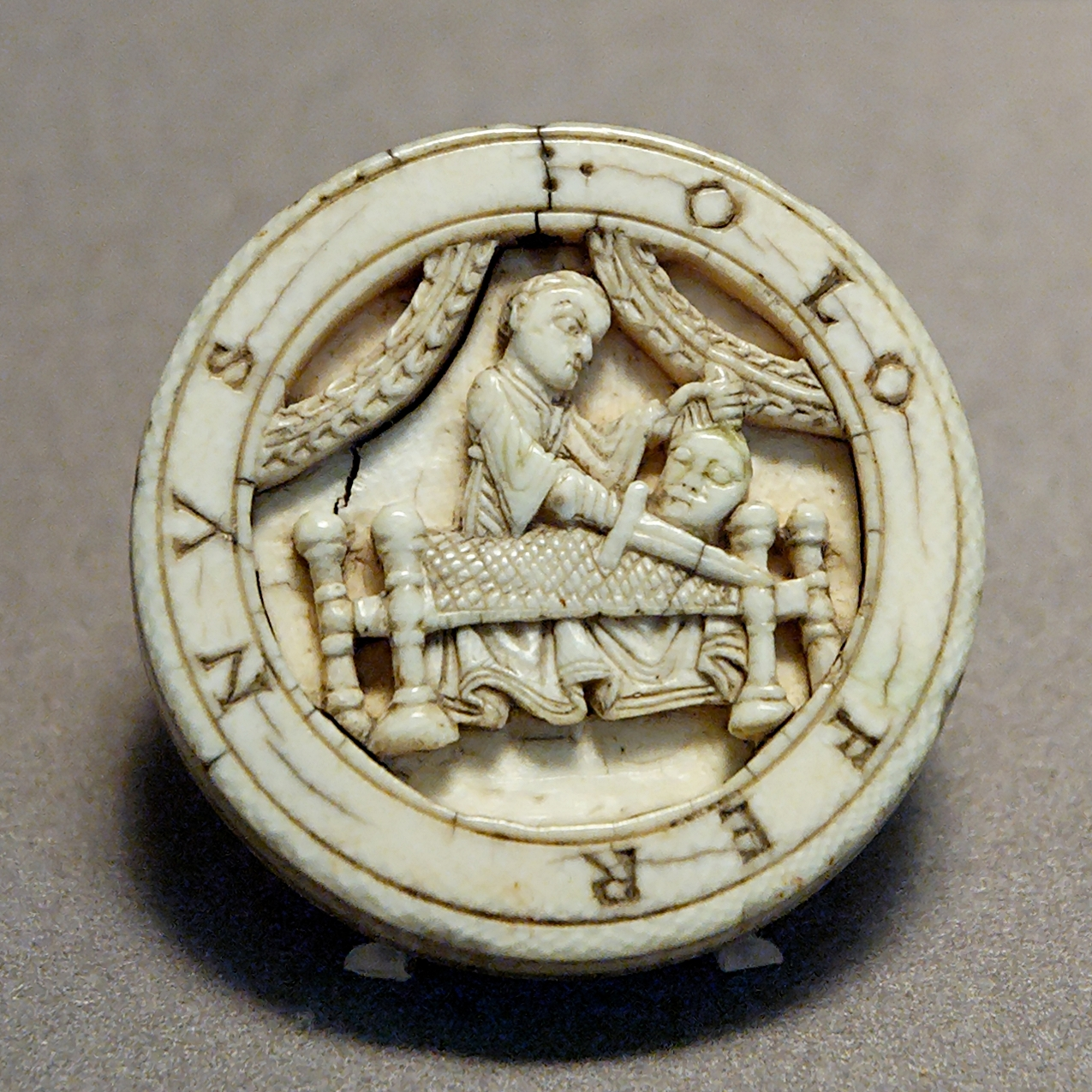
Cette dame en ivoire témoigne de l’ancienneté des jeux de tables. La scène représente Judith et Holopherne, XIIe siècle, Musée du Louvre.

Jan de récompense et jan qui ne peut sont deux expressions peu usitées.
Jan de récompense regroupe deux manières de marquer des points :
– battre à vrai une dame de l’adversaire ;
– battre le coin de l’adversaire.
Jan qui ne peut regroupe deux manières de faire marquer des points à l’adversaire :
– battre à faux une dame de l’adversaire ;
– être dans l’impuissance de jouer les points d’un seul ou des deux dés.
Dans ce tout dernier cas, le joueur n’est pas en mesure de jouer une ou deux dames. Son adversaire gagne alors :
– 2 points pour une dame impuissante ;
– 4 points pour deux dames impuissantes que ce soit par doublet ou par simple.
Si un joueur donne des points à son adversaire par jan qui ne peut pour dame impuissante, et que sur le même coup il conserve son grand jan, il doit marquer les points de conservation, c’est ce qui s’appelle conserver par impuissance.
La règle la plus haute du jeu qui demande de jouer les deux dés et, si l’on ne peut en jouer qu’un, de jouer le plus fort doit toujours être respectée même si elle oblige à rompre un plein.

#### Sortie des dames
Lorsqu’un joueur a amené toutes ses dames dans le dernier quadrant, il est en mesure de les sortir du tablier. Cependant les règles du plein et de sa conservation doivent être respectées concernant le jan de retour.
Deux méthodes pour sortir les dames ont coexisté :
– la méthode lente dite « provinciale » ;
– la méthode rapide dite « parisienne ».
C’est la méthode rapide qui a prévalu. Elle ne diffère pas de celle utilisée au backgammon qui respecte ces règles :
– la bande des talons est alors considérée comme une flèche ;
– une dame qui porte sur la bande sort ;
– un nombre supérieur à celui nécessaire pour amener la dame la plus éloignée sur la bande est dit excédant et permet de sortir cette dame ;
– s’il n’est pas possible de sortir une dame il faut jouer à l’intérieur du tablier.
Être le premier joueur à sortir ses quinze dames du tablier rapporte :
– 4 points par simple ;
– 6 points par doublet.
Si sur le dernier coup il ne reste plus qu’une dame à sortir et que le montant d’un seul dé suffit, cela ne change rien au marquage des points gagnés et le deuxième dé est ignoré.
Une fois les points marqués, les deux joueurs remettent les dames aux talons mais gardent celles qui sont de leur côté. Ils changent donc de couleur de dames pour jouer un nouveau relevé.
Si aucun trou n’a été gagné sur le coup, les points acquis sont conservés par les deux joueurs.
Le privilège de commencer le relevé suivant revient toujours à celui qui a sorti ses dames le premier.
La méthode lente, ou « provinciale », consistait à jouer dans le tablier tout ce qui était jouable et il n’était admis de sortir que les dames les plus éloignées de la bande des talons si les dés le permettaient. Une exception à cette règle faisait qu’un joueur ayant réussi son jan de retour pouvait le conserver en sortant ses dames surnuméraires si elle portaient précisément sur la bande des talons. Le joueur pouvait ainsi conserver par privilège au maximum trois fois.

#### Jans abandonnés
Trois manières de marquer des points ont été abandonnées au cours de la première moitiè du XVIIe siècle :
1. Le jan de rencontre[49]
Circonstance : il ne pouvait survenir pour la partie entière que sur le tout premier coup joué par le second joueur. Si ce dernier obtenait le même résultat des dés que le premier joueur, il y avait jan de rencontre. Ce jan était justifié par un souci d’équité en tendant à rétablir les chances entre le joueur qui avait obtenu la primauté par le hasard et son adversaire. Les relevés suivants ne donnaient pas lieu au jan de rencontre étant donné que la primauté n’y est pas le fait du hasard mais du jeu.
Marque : ce jan rapportait au joueur 4 points par simple et 6 points par doublet[50].
2. Margot la fendue[51]
Circonstance : cette expression grivoise, définissant une femme de petite vertu, était attribuée à une manière pour l’adversaire de marquer des points. Quand sur son coup de dés un joueur avait une dame qui portait sur une case vide entre deux dames isolées, demi cases, de l’adversaire, il y avait Margot la fendue.
Marque : ce jan rapportait à l’adversaire 2 points par simple et 4 points par doublet.
3. La pile de misère[52]
Circonstance : lorsqu’un joueur avait fini par empiler ses quinze dames sur son coin de repos du fait d’un blocage de l’adversaire pour passer au retour, il y avait pile de misère ou pile de malheur. Ce jan était extrêmement rare et destiné à faire ouvrir des passages par l’adversaire.
Marque : ce jan rapportait au joueur 4 points par simple et 6 points par doublet. La conservation de la pile de misère rapportait le même nombre de points.

Aujourd’hui, ces trois jans peuvent être joués de manière optionnelle par convention entre les joueurs avant le début du tour.

### Tableau récapitulatif des points marqués selon les jans réalisés
|                                                             | Points par simple par moyen | Points par doublet par moyen | Nombre de moyens possibles | Bénéficiaire |
| ----------------------------------------------------------- | --------------------------- | ---------------------------- | -------------------------- | ------------ |
| « JAN RARE »                                                |                             |                              |                            |              |
| Jan de six tables                                           | 4                           | n/a                          | 1                          | Joueur       |
| Jan de deux tables                                          | 4                           | 6                            | 1                          | Joueur       |
| Jan de mézéas                                               | 4                           | 6                            | 1                          | Joueur       |
| Contre jan de deux tables                                   | 4                           | 6                            | 1                          | Adversaire   |
| Contre jan de mézéas                                        | 4                           | 6                            | 1                          | Adversaire   |
| « JAN DE RÉCOMPENSE »                                       |                             |                              |                            |              |
| Battre à vrai une dame située dans la table des grands jans | 2                           |                              | 1, 2 ou 3                  | Joueur       |
| Battre à vrai une dame située dans la table des grands jans |                             | 4                            | 1 ou 2                     | Joueur       |
| Battre à vrai une dame située dans la table des petits jans | 4                           |                              | 1, 2 ou 3                  | Joueur       |
| Battre à vrai une dame située dans la table des petits jans |                             | 6                            | 1 ou 2                     | Joueur       |
| Battre le coin adverse                                      | 4                           | 6                            | 1                          | Joueur       |
| « JAN QUI NE PEUT »                                         |                             |                              |                            |              |
| Battre à faux une dame située dans la table des grands jans | 2                           | 4                            | 1                          | Adversaire   |
| Battre à faux une dame située dans la table des petits jans | 4                           | 6                            | 1                          | Adversaire   |
| Pour chaque dé non jouable (dame impuissante)               | 2                           | 2                            | n/a                        | Adversaire   |
| « JAN DE REMPLISSAGE »                                      |                             |                              |                            |              |
| Faire un petit jan, un grand jan ou un jan de retour        | 4                           |                              | 1, 2, ou 3                 | Joueur       |
| Faire un petit jan, un grand jan ou un jan de retour        |                             | 6                            | 1 ou 2                     | Joueur       |
| Conserver un petit jan, un grand jan ou un jan de retour    | 4                           | 6                            | 1                          | Joueur       |
| « AUTRE »                                                   |                             |                              |                            |              |
| Sortir le premier toutes ses dames                          | 4                           | 6                            | n/a                        | Joueur       |

(n/a = non applicable)

### Structure d’un tour
Une partie de trictrac se décompose en périodes ou évènements :
– le tour, ou partie entière est composé de un à plusieurs relevés ;
– un relevé est composé de une à plusieurs parties ;
– une partie rapporte à un joueur un à plusieurs trous ;
– un trou est obtenu par le gain de douze points ;
– le tour dure le temps pour un joueur de marquer douze trous.

### Jeu de retour
Le jeu de retour commence lorsqu’un des joueurs passe au moins une de ses dames du côté de l’adversaire. Le déplacement des dames est restreint par les règles du passage au jeu de retour :
– un joueur ne peut passer aucune dame au retour tant que son adversaire a la possibilité de faire son petit jan ;
– lorsque l’adversaire ne peut plus réaliser son petit jan mais est encore en mesure de faire son grand jan, il est interdit de positionner des dames dans le troisième quadrant dont les passages libres peuvent cependant être utilisés pour passer des dames dans le dernier quadrant ;
– lorsque l’adversaire ne peut plus réaliser ni son petit jan ni son grand jan, il est permis de placer ses dames sur n’importe quelle flèche libre du jeu de retour à l’exception toujours du coin de repos qui ne peut servir, s’il est vide, que de flèche intermédiaire pour passer.
Stratégiquement, le jeu de retour se joue différemment du jeu ordinaire. Les objectifs consistent :
– à maintenir le plus longtemps possible un grand jan tout en se faisant battre à faux ;
– à ruiner le jeu de l’adversaire en freinant son passage au jeu de retour et en marquant pour dames impuissantes ;
– à faire son jan de retour et à le conserver le plus longtemps possible ;
– à être le premier à sortir ses dames.
Il est toujours possible d’interrompre le jeu de retour en s’en allant après le gain d’un trou sur son propre coup de dés. Les dames passées au retour peuvent battre des dames adverses attardées et inversement.

### Enfilade
Une enfilade est une série importante de trous réussie sans interruption dans un même relevé. On parle généralement d’enfilade à partir de cinq à six trous d’affilée.
L’enfilade est le grand coup recherché au trictrac. Elle est à l’origine de l’expression, aujourd’hui vulgaire, être enfilé ou se faire enfiler.
Elle se réalise le plus souvent quand un joueur a fait son grand jan tout en ayant ses trois dames surnuméraires suffisamment en arrière pour le maintenir le plus longtemps possible et être battues à faux, et que dans le même temps l’adversaire ne peut plus faire son propre grand jan laissant des passages aux dames surnuméraires adverses.
Pour limiter les effets d’une enfilade, il est important de la prévoir et de sacrifier plusieurs trous pour amener l’adversaire à s’en aller et ne pas perdre le tour sur l’enfilade.

### Incidents de jeu

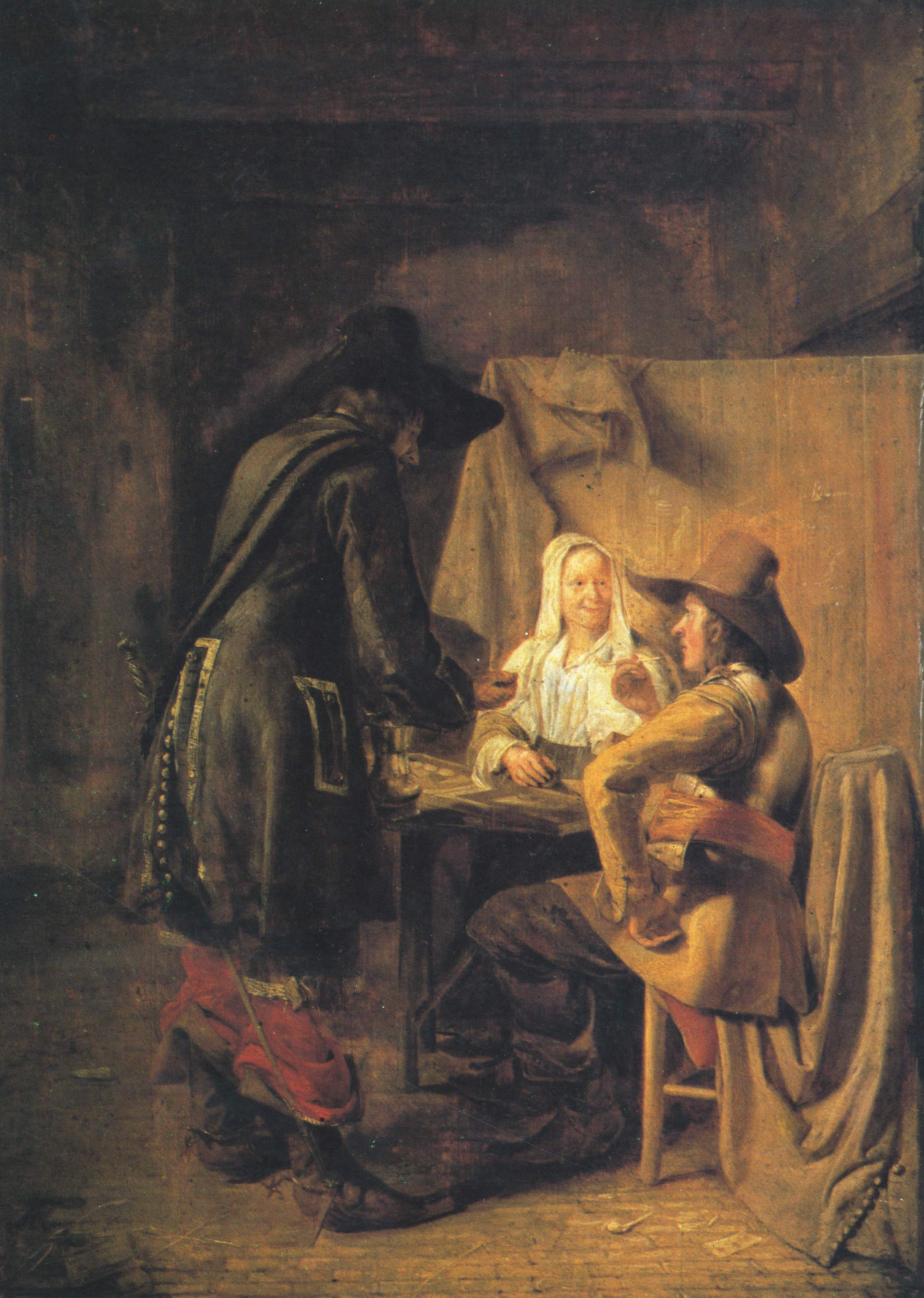
La partie de trictrac de ces joueurs hollandais est-elle finie ? Y a-t-il eu incident de jeu ? Ils semblent bien peu concentrés… Les Joueurs de trictrac, Pieter de Hooch, 1653, Galerie nationale d'Irlande, Dublin.

Les incidents de jeu sont de deux types :
– la fausse case ou mauvais déplacement des dames ;
– les écoles ou mauvais décompte des points.
Le traitement de la fausse case et des écoles est fait par l’adversaire de l’auteur des incidents. Chacun des joueurs est l’arbitre de l’autre, ce qui implique une attention permanente.

#### Fausse case
Lorsqu’un joueur effectue un déplacement illégal de ses dames, il fait fausse case.
D’une manière générale, un joueur n’a jamais le droit de reculer une de ses dames. Ce recul signifiant toujours que l’on s’en va à la suite du gain d’une partie sur son propre coup de dé. Un joueur ne fait pas fausse case en touchant les dames de son adversaire.
Les cas de fausse case ont lieu lorsque :
1. une dame a été déplacée d’un nombre de flèches ne correspondant pas à la valeur d’un des dés ;
2. une dame a été lâchée sur une case au-delà de celle où elle aurait dû être portée pour la somme des deux dés ;
3. le coin de repos a été pris par puissance alors qu’il pouvait l’être par effet ;
4. un plein n’a pas été fait alors qu’il pouvait l’être ;
5. la conservation d’un plein n’a pas été faite alors qu’elle pouvait l’être ;
6. les règles de passage au retour n’ont pas été respectées en y jouant une dame alors que l’adversaire pouvait encore remplir ;
7. un joueur a placé une dame allant seule dans son coin vide ou dans celui de l’adversaire.

Du fait de la règle dame touchée, dame jouée, il n’est pas toujours nécessaire qu’une dame ait été effectivement déplacée pour qu’il y ait fausse case. Il suffit de voir où elle peut aboutir.
La règle dame lâchée, dame jouée interdit au joueur de modifier lui-même sa position.
Tous les cas de fausse case font l’objet d’une correction de la part de l’adversaire dans le respect des règles du déplacement des dames. L’adversaire est uniquement maître des dames qui ont contribué à la fausse case.
Le traitement de la fausse case dépend des cas rencontrés :
1. une dame a été déplacée d’un nombre de flèches ne correspondant pas à la valeur d’un des dés :
– si sur un coup, une dame est lâchée sur une case ne correspondant à aucun des déplacements permis par les dés, l’adversaire peut soit laisser la dame en l’état, soit la déplacer là où elle aurait dû aller ;
– si sur un coup, les deux dames ont été mal jouées, l’adversaire peut laisser en l’état les deux dames ou rectifier la position de l’une ou l’autre ou des deux dames, mais en leur faisant subir un déplacement minimal par rapport aux valeurs des dés. Il peut aussi faire remettre les deux dames à leur position initiale et en faire jouer une seule pour la somme des deux dés.
2. une dame a été lâchée sur une case au-delà de celle où elle aurait dû être portée pour la somme des deux dés : 
– si c’est la première dame et que la deuxième n’a pas encore été touchée, les deux dés sont considérés comme joués et l’adversaire peut interdire le déplacement d’une deuxième dame en laissant la première en l’état ou en rectifiant sa position pour la somme des deux dés ;
– si deux dames ont été jouées et que l’une l’a été légalement, l’adversaire peut laisser en l’état ou rectifier celle qui a été mal jouée pour la valeur du deuxième dé.
3. un joueur a pris son coin de repos par puissance alors qu’il pouvait le prendre par effet :
– l’adversaire peut remettre une dame à sa place initiale et faire jouer l’autre pour la somme des deux dés, dans la limite du respect des règles du passage au jeu de retour ;
– si cela n’est pas possible, il doit remettre les deux dames à leurs places initiales et laisser le joueur fautif jouer son coup à sa guise. Le joueur n’a cependant pas le droit de prendre son coin sur ce coup sauf si aucune autre solution n’est possible.
4. si un joueur n’a pas rempli alors qu’il pouvait le faire, son adversaire a le choix de laisser le jeu en l’état ou bien de forcer le joueur à remplir. La fausse case est consommée dès l’instant ou l’on touche une dame qui fait que l’on ne peut plus remplir. De plus le joueur fautif est envoyé à l’école.
5. si un joueur n’a pas conservé un plein alors qu’il pouvait le faire, l’adversaire peut laisser le jeu en l’état ou bien réformer le déplacement qui rompait en laissant le joueur rejouer à sa convenance sans rompre. La fausse case est consommée dès l’instant ou la dame qui rompt a été touchée. De plus le joueur fautif est envoyé à l’école.
6. les règles de passage au retour n’ont pas été respectées :
– si un joueur a passé une dame au retour dans un quadrant correspondant au petit jan ou au grand jan encore réalisable par l’adversaire, ce dernier doit si possible la faire rejouer correctement sinon obliger le joueur fautif à jouer une autre dame correctement après avoir remis la première à sa place initiale. Le joueur peut après réformation du coup erroné  se trouver dans le cas de dames impuissantes ;
– si cependant le joueur fautif se rend compte de son erreur avant que son adversaire lance les dés il lui est permis de corriger lui-même sans pénalité ;
– dans le cas où aucun des joueurs n’aurait vu la fausse case dans le troisième quadrant, l’adversaire s’en apercevant après avoir joué son propre coup pourrait imposer au joueur fautif de jouer au coup suivant la dame l’empêchant de remplir pour la passer dans le dernier quadrant. Mais ce coup suivant passé, ou bien le grand jan n’étant plus possible, l’adversaire n’aurait plus aucun droit sur la dame fautive ;
– dans le cas où aucun des joueurs n’aurait vu la fausse case dans le quatrième quadrant, l’adversaire ayant lancé ses dés, il ne serait plus possible d’y revenir ;
– si un joueur a touché une dame qui aboutit dans son coin vide ou dans celui de l’adversaire, ce dernier peut forcer le joueur à passer cette dame au retour si cela est possible ou bien laisser le joueur réformer son coup et rejouer à sa guise.
7. si un joueur a placé une dame allant seule dans son coin vide ou dans celui de l’adversaire, ce dernier ne peut pas la laisser en l’état et doit la faire rejouer légalement et ci cela n’est pas possible il la fait simplement remettre à sa place initiale laissant le joueur déplacer une autre dame.

Les règles sévères régissant la fausse case trouvent principalement leur justification dans le fait que les points amenés par les dés ne concernent pas seulement le joueur qui a jeté les dés mais aussi son adversaire.
Dans le cas du backgammon, la règle très libérale concernant le déplacement des dames permet de revenir sur un mouvement de dame tant que l’on n'a pas retiré ses dés du tablier, la seule contrainte étant que l’on doit jouer d’une manière claire. Ceci est rendu possible par l’utilisation de deux paires de dés, une par joueur, et par le fait que seul le joueur qui a jeté les dés est acteur sur le coup.
Au trictrac, il n’est pas possible d’utiliser deux paires de dés du fait que le joueur qui a jeté les dés n’est pas le seul à exploiter les nombres qu’ils ont amenés et ce n’est que l’adversaire qui peut relever les dés étant le dernier à les exploiter. Ainsi ce ne peut pas être le fait de relever les dés qui témoigne de la fin du déplacement des dames, mais celui d’avoir terminé effectivement ce déplacement.
L’adversaire étant généralement maître de tenir compte ou non de la fausse case, il lui est loisible de laisser le joueur fautif se reprendre, mais s’il veut appliquer le règlement à la lettre, il ne peut y avoir de contestation.

#### Écoles

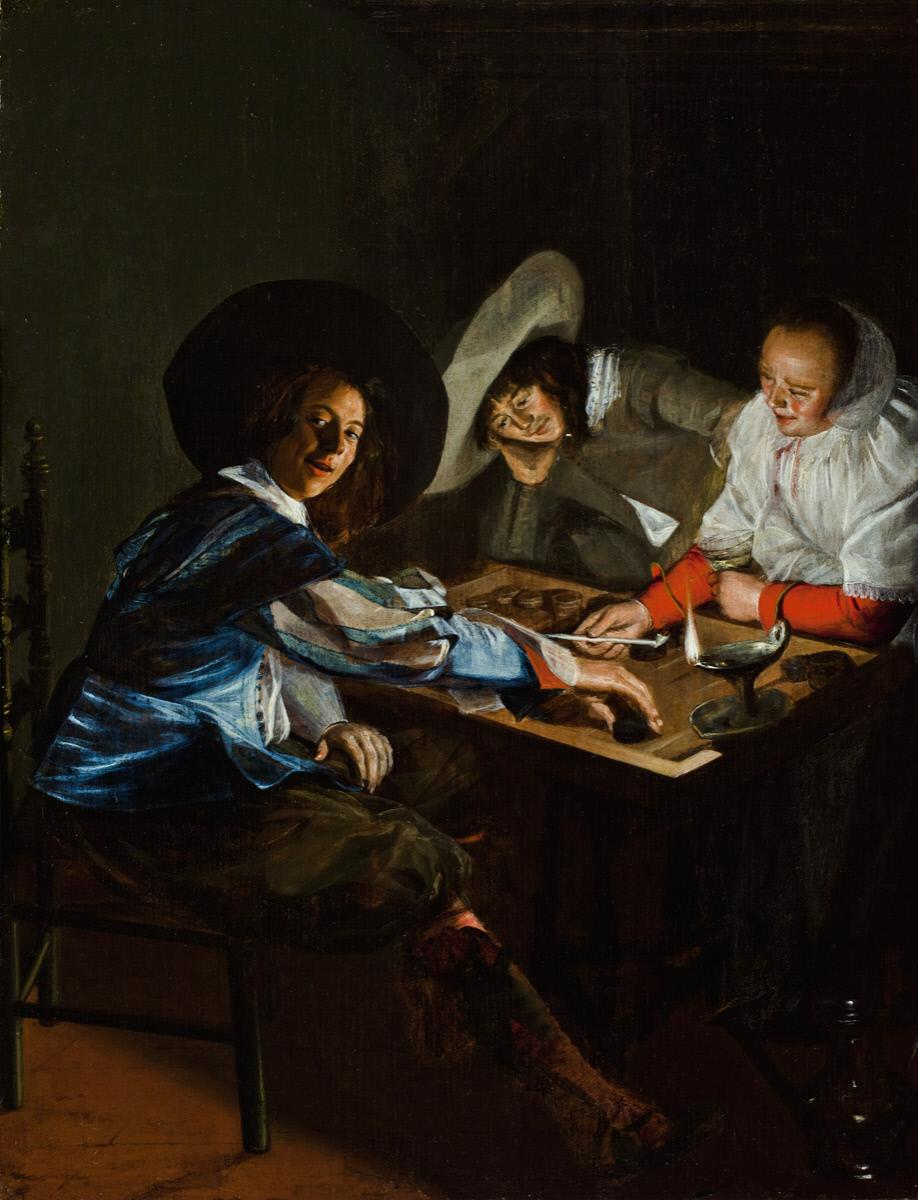
Jeu de tric-trac par Judith Leyster, vers 1631, Worcester Art Museum.

On appelle école toute erreur de comptage des points gagnés sur un coup. Le joueur fautif fait école des points correspondant à la différence entre ceux qu’il a marqués et ceux qu’il aurait dû marquer. Son adversaire l’envoie à l’école sans être tenu d’en donner la raison. Il existe de nombreux cas d’école mais quatre sont essentiels :
1. l’école par moins a lieu lorsqu’un joueur marque moins de points qu’il n’en a gagné. L’école est réputée consommée lorsque le joueur fautif a touché une de ses dames ou bien, sur un jan qui ne peut, lorsqu’il a jeté les dés. L’adversaire envoie le joueur fautif à l’école en marquant pour lui-même les points manquants ;
2. l’école par trop a lieu lorsqu’un joueur marque plus de points qu’il n’en a gagné. L’école est réputée consommée lorsque le joueur fautif a lâché son jeton au-delà des points qu’il aurait dû marquer. L’adversaire envoie le joueur fautif à l’école en démarquant les points excédentaires et en les marquant pour lui-même ;
3. l’école liée au remplissage : si un joueur ne remplit pas quand il pouvait le faire après avoir marqué ou non les points pour remplir, il est à l’école dès qu’il a touché une de ses dames positionnée de telle manière qu’il ne puisse plus remplir sur le coup. Le joueur fautif a dans ce cas fait aussi fausse case et si l’adversaire l’oblige à remplir cela ne change rien au traitement de l’école ;
4. l’école liée à la conservation d’un plein : si un joueur ne conserve pas quand il pouvait le faire après avoir marqué ou non les points de conservation, il est à l’école dès qu’il a touché une de ses dames qui rompt le plein. L’adversaire démarque les points qu’avait marqué le joueur fautif et marque pour lui-même les points de conservation. Le joueur fautif a dans ce cas fait aussi fausse case et si l’adversaire l’oblige à conserver son plein cela ne change rien au traitement de l’école.

Pour plus de clarté dans le jeu, il est préférable d’attendre pour marquer l’école que le joueur fautif ait, suivant le cas, touché une de ses dames ou jeté les dés.
Toute école peut être contestée par celui qui l’a subie selon une procédure pouvant comporter deux phases :
1. la fausse école : lorsqu’un joueur envoie son adverse à l’école par erreur, il fait lui-même école. C’est ce que l’on appelle une fausse école. L’adversaire envoie alors à l’école celui qui a fait la fausse école en lui retirant les points qu’il avait marqué indûment replaçant son propre jeton à l’emplacement initial puis en s’ajoutant les points de la fausse école ;
2. l’augmentation d’école : si à la suite d'une déclaration de fausse école traitée, le premier joueur maintient qu’il y avait bien école, il marque une augmentation d’école, en rétablissant les jetons dans l’état de la première école et en doublant les gains de cette première école. Pour éviter une escalade, le joueur qui applique l’augmentation d’école est tenu alors d’expliquer pourquoi il y avait école et dans le cas où il se serait trompé il subirait une dernière fois la loi de la fausse école.

Les écoles doivent toujours profiter à celui qui ne les a pas commises sans pour autant qu’il en puisse abuser. Dans cet esprit, trois règles sont applicables lors du traitement des écoles :
– il n’y a pas d’école d’école : on n’est jamais obligé de marquer une école, on peut l’ignorer complètement ;
– il est possible de corriger l’erreur de l’adversaire sans marquer les points d’école ;
– les points d’école doivent être marqués dans leur intégralité, le joueur ayant fait école pouvant forcer son adversaire à le faire.

### Chronologie effective des actions de jeu
Les actions se font dans l’ordre suivant :
1. marquage des points pour jan qui ne peut et des points d’école sans obligation de donner le détail ;
2. lancer des dés ;
3. marquage des points gagnés sur ce coup ;
4. déplacement des dames.

Cette chronologie est notamment importante pour savoir qui est vraiment en bredouille et quand.

### Principaux Traités
- Euverte Jollyvet (1601-1662), L’Excellent Jeu du tricque-trac, Guillemot, Paris, 1634.

- s.n., Le Jeu du trictrac, Charpentier, Paris, 1698.

- Bernard Laurent Soumille (1703-1774), Le Grand Trictrac, F. Girard et D. Seguin, Avignon, 1738.

- Guiton, Traité complet du jeu de trictrac, L. G. Michaud, Paris, 1816.

- Pierre Marie Michel Lepeintre, Cours complet de trictrac, Guillaume, Paris, 1818.

La méthode de Lepeintre pour enseigner le trictrac se rapproche de celle de Soumille. Elle consiste à raconter l’histoire d’un jeune homme du nom de Kermadeuc qui pour obtenir la main de celle qu’il aime apprend d’un vieil ermite à jouer savamment au trictrac, jeu préféré de la mère de la jeune fille. Pouvant ainsi passer de longues heures à jouer avec la mère, il en obtient de bonne grâce la main de sa fille. Le traité est en grande partie constitué par la narration de l’apprentissage de Kermadeuc.

### Traités secondaires
Au nombre de deux, ils reprennent largement le travail fait par un ou plusieurs de leurs prédécesseurs. Les auteurs le signalent en citant leurs sources et précisent qu’ils veulent être utiles aux lecteurs grâce à une meilleure organisation et à la correction d’erreurs. Ils apportent des précisions, une vision du jeu et un vocabulaire de leur époque.
- M. J. M. Fallavel[55], Le Jeu du trictrac, Nyon, Paris, 1776.

- Julien Lelasseux-Lafosse[56], Le Jeu de trictrac rendu facile, Ledoyen, Paris, 1852.

L’auteur précise avoir fait don du livre à la « Communauté de la Providence de La Flèche », afin que les revenus dégagés par les ventes viennent en aide aux religieuses dans le secours des pauvres et des orphelins.

### Autres textes sur le Trictrac
Si seuls les traités peuvent permettre de jouer au Trictrac étant donné la complexité du jeu, d'autres auteurs se sont essayés à en rédiger des règles le plus souvent à l'aide d'extraits des différents traités. Toujours succinctes, ces règles ne peuvent en aucun cas permettre de pratiquer le jeu mais contribuent à le faire connaître en en donnant une idée générale.
- [Anonyme], TRICTRAC, (Jeu.), Encyclopédie, vol. XVI (1765), p. 635b–636b.

#### Traités du jeu de trictrac en téléchargement
- de Jollyvet, Euverte, L’Excellent Jeu du Tricque-trac, veuve Jean Promé, Paris, 1656, sur Google Livres.
- L’Académie universelle des jeux, à Paris chez A. Coste et à Lyon chez A. Leroy, 1802, t. 3, sur Gallica.
  - p. 48-143 : texte du Jeu du trictrac, Charpentier, Paris, 1715 – Les figures contiennent deux erreurs contrairement à l’édition de référence de 1715.
- Principes du jeu de tric-trac, Guillyn, Paris, 1749, sur Google Livres.
- Laurent Soumille, Le Grand Trictrac, de Hansy, Paris, 1766, sur Google Livres.
- Guiton, Traité complet du jeu de trictrac, Barrois l'aîné, Paris, 1822, sur Google Livres.

#### Sites internet personnels apportant des informations complémentaires
- (fr) Le Dictionnaire raisonné du jeu de trictrac de Michel Malfilâtre rassemble de manière très exhaustive les termes et expressions du trictrac utilisés du XVIIe au XIXe siècle.
- (fr) L’Académie des jeux oubliés, site de Philippe Lalanne comportant notamment les règles illustrées du trictrac, du trictrac à écrire, du tick-tack et du jacquet.
- (en) Une bibliographie illustrée du trictrac listant les principaux ouvrages français du XVIIe au XIXe siècle sur le site de David Levy.
- (en) Les règles du trictrac en anglais sur le site, Backgammon Galore, de Tom Keith.
- (en) Un article du site Medieval & Renaissance Games sur le Tick-Tack.

### Sources
Éditions des traités de la bibliographie du jeu de trictrac :
| - de Jollyvet, Euverte, sieur de Votilley, L’Excellent Jeu du Tricque-trac, veuve Jean Promé, Paris, 1656, augmenté de nouveau (1re éd. 1634).Sur la page de titre de l'édition Jean Promé, il est mentionné de Jollyvet, mais sur la page suivante, « Le libraire au lecteur », seulement Monsieur Jollyvet suivi de sieur de Votilley. - s.n., Le Jeu du trictrac, Charpentier, Paris, 1715, 3e éd. augmentée (1re éd. 1798, 2e éd. 1701). - [Soumille, Bernard Laurent], Le Grand Trictrac, Giffart, Paris, 1756, éd. identique à la 1re ed. de 1738 à Avignon. - s.n., Principes du Jeu de Trictrac, Guillyn, Paris, 1749. - M. L'Abbé S*** [Soumille, Bernard Laurent], Le Grand Trictrac, Alexandre Giroud, Avignon, 1756, 2e éd. augmentée (1re éd. 1738). - M. L'Abbé S*** [Soumille, Bernard Laurent], Le Grand Trictrac, de Hansy, 1766, réédition de celle de 1756 à Avignon. | - M.J.M.F. [Fallavel], Le Jeu du Trictrac, Nyon, Paris, 1776. - s.n., Le Trictrac Combiné, s.l., s.d. (c. 1780). - [Guiton, N.], Traité Complet du Jeu de Trictrac, Barrois l’Aîné, à Paris, 1822, 2e éd. augmentée (1re éd. 1816). - [Lepeintre, Pierre-Marie Michel], Cours Complet de Trictrac, Guillaume, Paris, 1818. - J.L. [Lelasseux-Lafosse, Julien], Le Jeu de Trictrac rendu facile, Ledoyen, Paris, 1852. |

Autres sources :
| - La Friquassée crotestyllonnée commentée par Me Épiphane Sidredoulx, Librairie des Bibliophiles, Paris, 1878. - Nicot, Thrésor de la langue française, 1606. - Dictionnaire de l’Académie française, 1re édition, 1694. - Mémoires du cardinal de Retz, chez J. Frédéric Bernard et H. du Sauzet, Amsterdam, 1719. - Jean-François Féraud, Dictionnaire critique de la langue française, J. Mossy, Marseille, 1787-1788. - Le Journal des débats politiques et littéraires du 24 octobre 1817. | - Mémoires de M. le comte de Montlosier, chez Dufey, Paris, 1830. - Célestin Moreau, Bibliographie des mazarinades, J. Renouard et Cie, Paris, 1851. - Charles de Monseignat, Un Chapitre de la Révolution française ou Histoire des journaux en France de 1789 à 1799, L. Hachette et Cie, Paris, 1853. - (en) Charles Cotton, The Complete Gamester, London, 1674. - (en) Francis Willughby, A Volume of Plaies, c. 1665-70. |